# Escultura etrusca

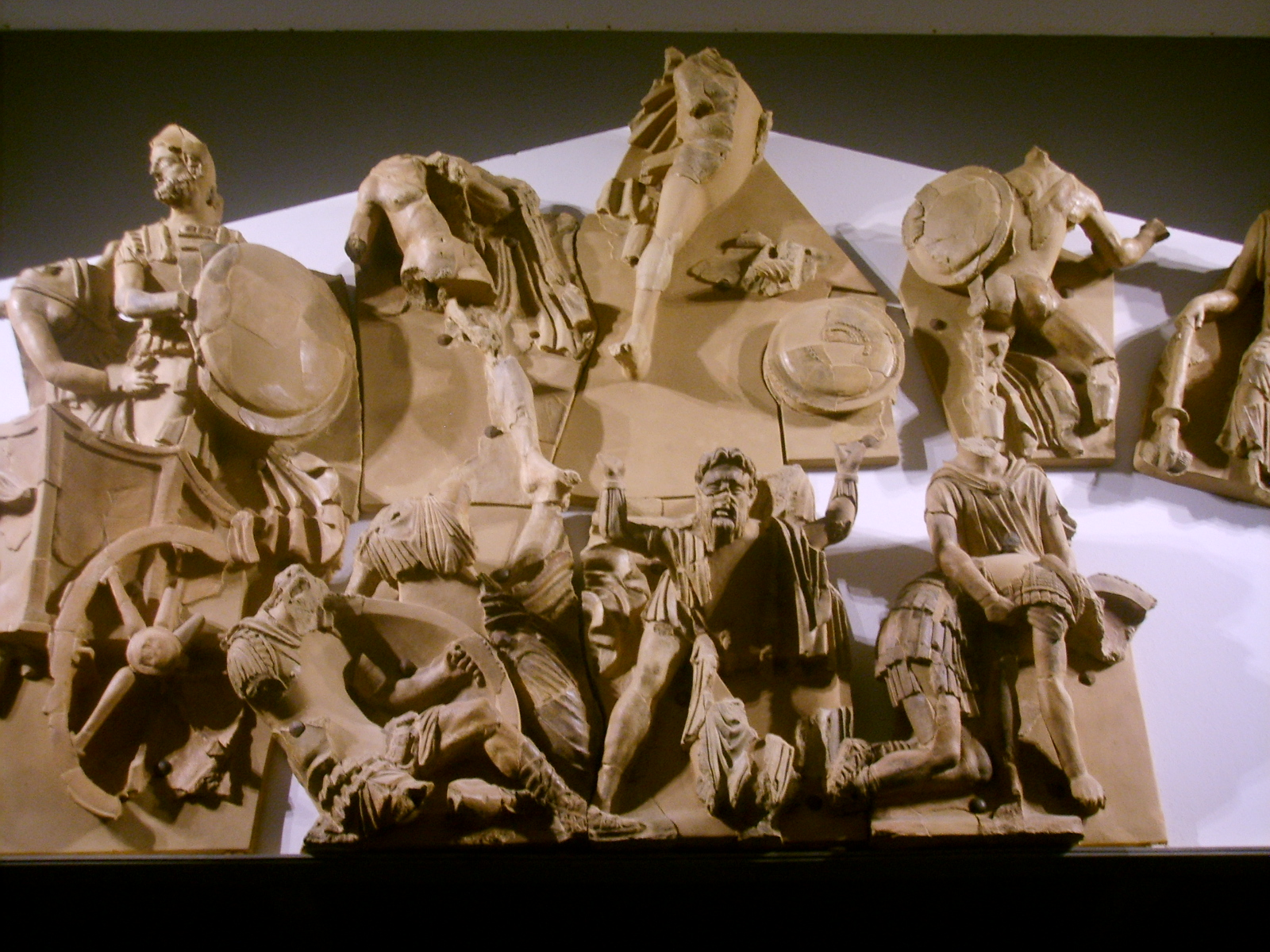
Frontão de Talamon, terracota

A escultura etrusca foi uma das mais importantes expressões artísticas dos etruscos, um povo que habitou a região centro-norte da Itália aproximadamente entre os séculos IX e I a.C. Sua arte foi em grande parte uma derivação da arte grega, mas teve um desenvolvimento com muitas características únicas. Dada a ausência quase total de documentos textuais etruscos, problema agravado pela ignorância moderna sobre sua língua, ainda largamente indecifrada, é na arte onde se encontram pistas para a reconstituição de sua história, no que as crônicas gregas e romanas sobre eles são de grande auxílio. Assim como a sua cultura em geral, a escultura etrusca possui muitos aspectos desafiadores para os estudiosos modernos, sendo objeto de acesa polêmica e obrigando-os a proporem suas interpretações sempre em caráter provisório, mas é consenso que faz parte do mais importante e original legado artístico italiano antes do surgimento do Império Romano, tendo inclusive contribuído significativamente para a formação inicial das tradições artísticas da Roma Antiga.

## Visão geral
A origem dos etruscos, que chamavam a si mesmos de Rasenna, tem sido objeto de polêmica desde a Antiguidade. Heródoto acreditava que eles eram a descendência de populações vindas da Anatólia antes de 800 a.C., deslocando habitantes anteriores, mas Dionísio de Halicarnasso os tinha como autóctones. A pesquisa moderna também não chegou a um consenso, e os especialistas acabaram considerando esse tópico insolúvel, passando a concentrar os estudos na forma como sua sociedade se organizou. O que se sabe com certeza é que por volta de meados do século VII a.C. suas principais cidades já haviam sido fundadas, iniciando em seguida um período de expansão territorial que acabou por fazê-los dominar uma grande região mais ou menos no centro da Península Itálica, que ia da Venécia e Lombardia até o Lácio e a Campânia. Entretanto, nos séculos seguintes suas conquistas foram ameaçadas e vários povos itálicos conseguiram fazê-los recuar. Enfim, seus derradeiros baluartes foram tomados pelos romanos, que absorveram sua cultura e causaram sua dissolução. Em seu apogeu os etruscos foram o povo mais poderoso da Itália pré-romana e estabeleceram uma próspera civilização, com grande produção agrícola, uma poderosa frota, um comércio florescente que abrangia boa parte do Mediterrâneo, e uma cultura original, cuja arte tinha um papel de destaque e foi de grande influência para a formação inicial da arte da Roma Antiga.

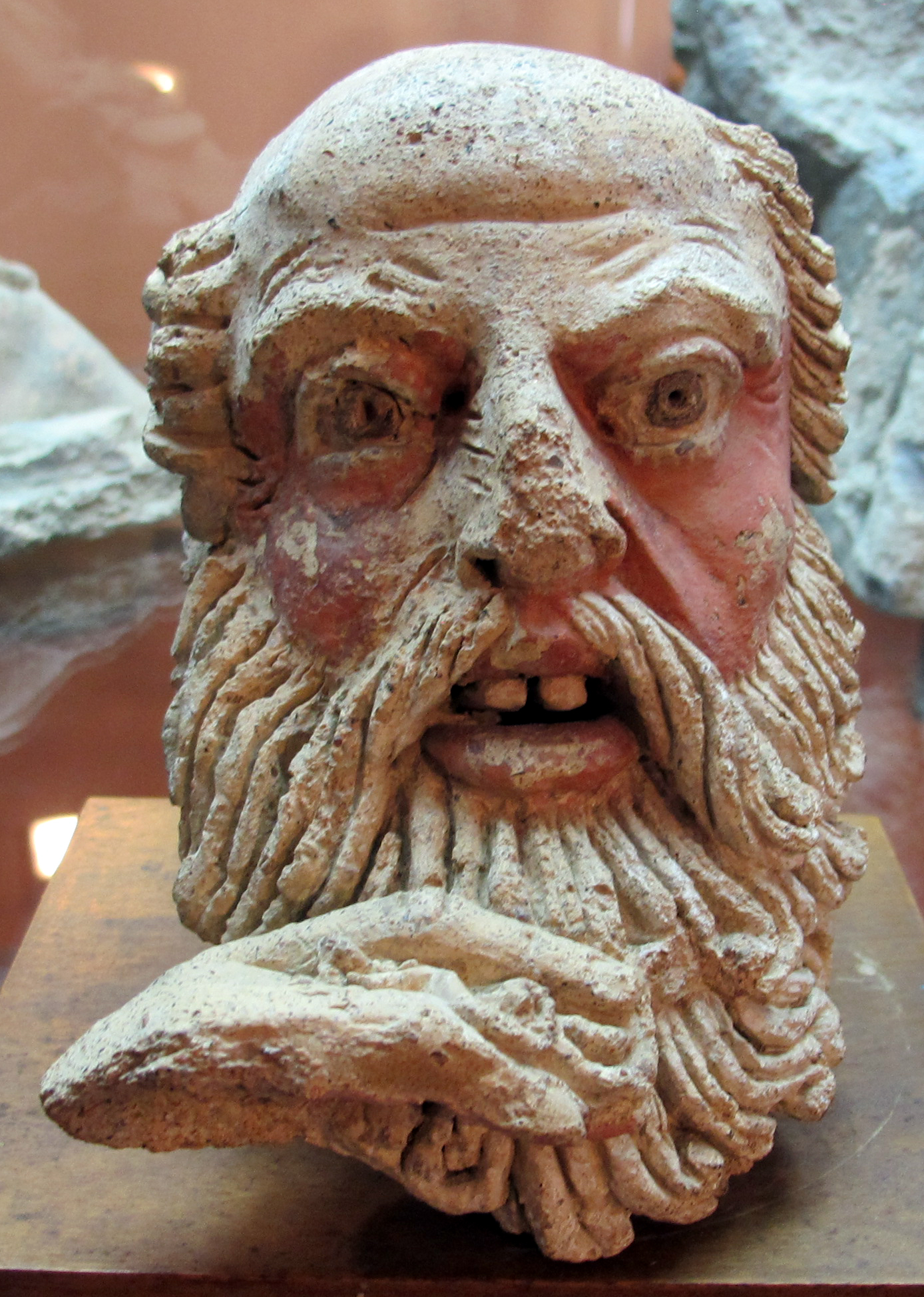
Antefixo do Templo do Belvedere, em Orvieto, século V a.C., com parte da policromia original

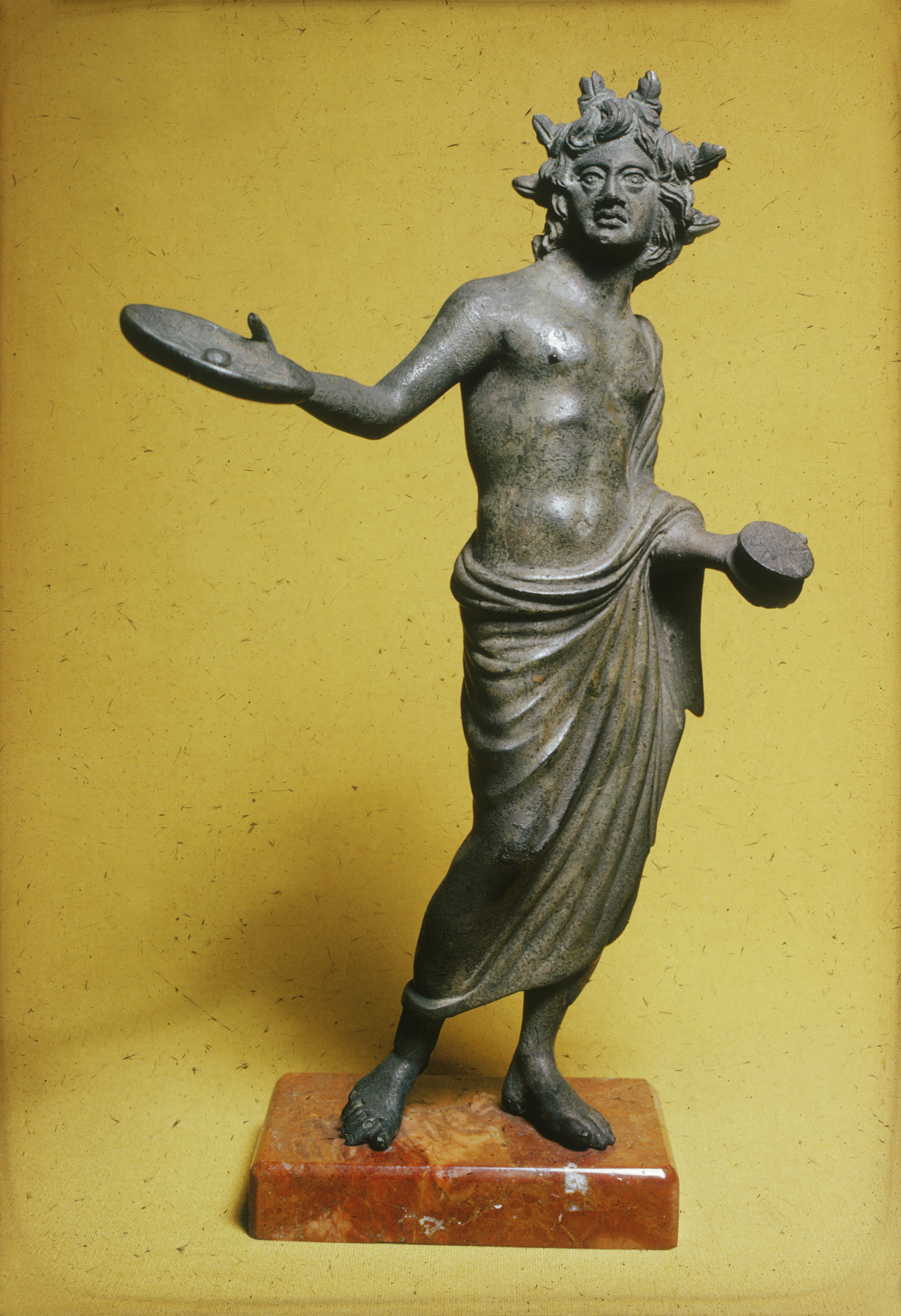
Estatueta de sacerdote, século II a.C.

Sua presença na Itália é sugerida desde o século IX a.C., mas as inscrições em monumentos e artefatos que possibilitam uma datação segura só aparecem em torno de 700 a.C. Apesar de compartilharem uma cultura comum, os etruscos não formavam uma unidade política consistente, e sua organização social era semelhante ao sistema da pólis grega, ainda que guerreassem entre si muito menos do que os gregos. Não sobrevivem textos literários etruscos, sua história só pode ser recuperada de forma direta da evidência arqueológica, mas muito do que se sabe sobre eles foi relatado pelos gregos e romanos. Mantiveram contato com a Grécia possivelmente desde suas origens, mas ele se intensificou quando os gregos lançaram suas primeiras colônias no sul da península, em torno de 775−750 a.C.. Adotaram um alfabeto similar ao grego e parte de sua mitologia, e importaram artefatos gregos em larga escala, especialmente cerâmicas, e através deles também objetos orientais, cujas relíquias encontradas em território etrusco são uma das fontes para determinar a cronologia de sua história. De fato, a influência grega se tornou tão importante que a nomenclatura da história da arte etrusca é um reflexo da usada para descrever os períodos correspondentes da arte grega, da seguinte forma:
- Período Villanova ou Geométrico: séculos IX-VIII a.C.
- Período Orientalizante: século VII a.C.
- Período Arcaico: século VI-meados do século V a.C.
- Período Clássico: meados do século V-século IV a.C.
- Período Helenista: séculos III-I a.C.[4]

Mesmo com tão massiva assimilação de cultura estrangeira, é significativo que tanto gregos como depois deles os romanos consideravam os etruscos um povo perfeitamente individualizado. O estudo de sua cultura iniciou no Renascimento, e do século XIX em diante se aprofundou, mas os historiadores mais antigos muitas vezes condenaram a escultura etrusca vendo nela uma simples imitação sem criatividade da arte grega. Essa posição vem mudando em anos recentes, e hoje ela é considerada em boa medida uma expressão original. De qualquer forma, a distinção entre as esculturas gregas encontradas na Etrúria e as etruscas propriamente ditas ainda muitas vezes é bastante difícil para a crítica moderna. Influências fenícias, romanas, egípcias e orientais, junto com a perda de grande parte de sua produção escultórica mais relevante, tornam o problema ainda mais complicado. Mas é preciso advertir que analisar a escultura etrusca em comparação à dos seus vizinhos, especialmente os gregos, pode dar margem a estimativas de valor e de significado tendenciosas, que impedem apreciá-la por seus valores intrínsecos e típicos, já que historicamente a escultura grega, especialmente a do período clássico, foi muitas vezes considerada o modelo ideal da escultura do Ocidente, opinião que ainda hoje repercute nos estudos e na visão popular. As comparações, enfim, podem ter um valor no sentido de viabilizar a identificação mais eficiente da especificidade de cada cultura, já que de fato em muitos aspectos elas se aproximam. A realização de diversas escavações arqueológicas nos últimos anos em sítios encontrados intactos, e a restauração de várias obras capitais que haviam sido desfiguradas por intervenções espúrias no século XIX, têm trazido muita informação adicional para a compreensão de pontos obscuros deste tema.

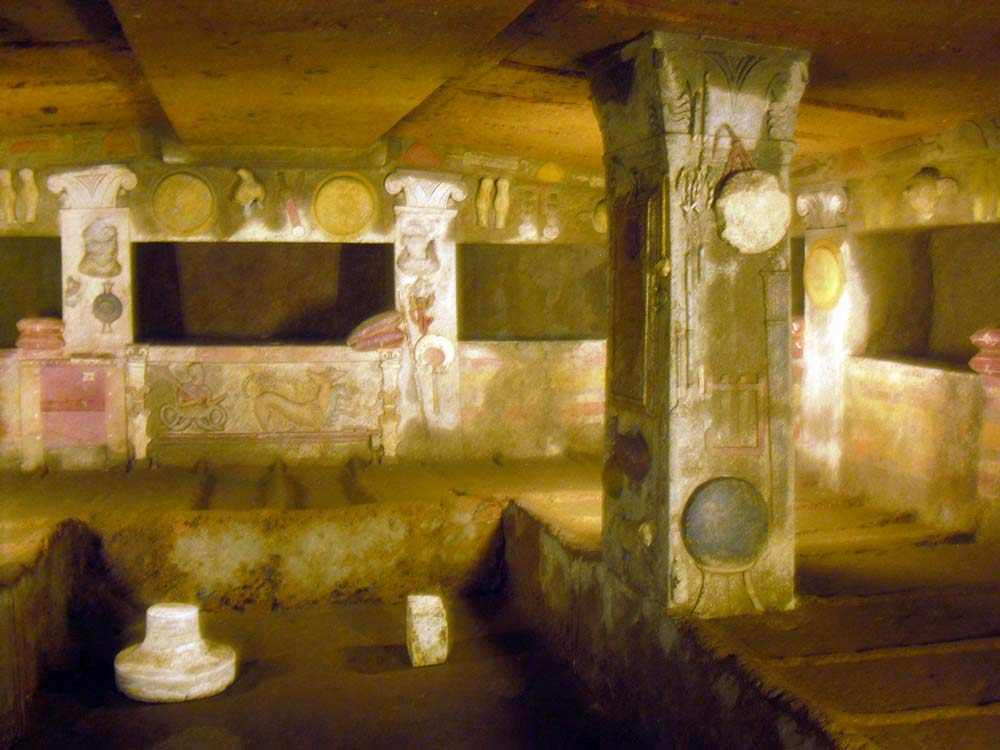
Aspecto do interior da Tumba dos Relevos, Cerveteri. Helenista

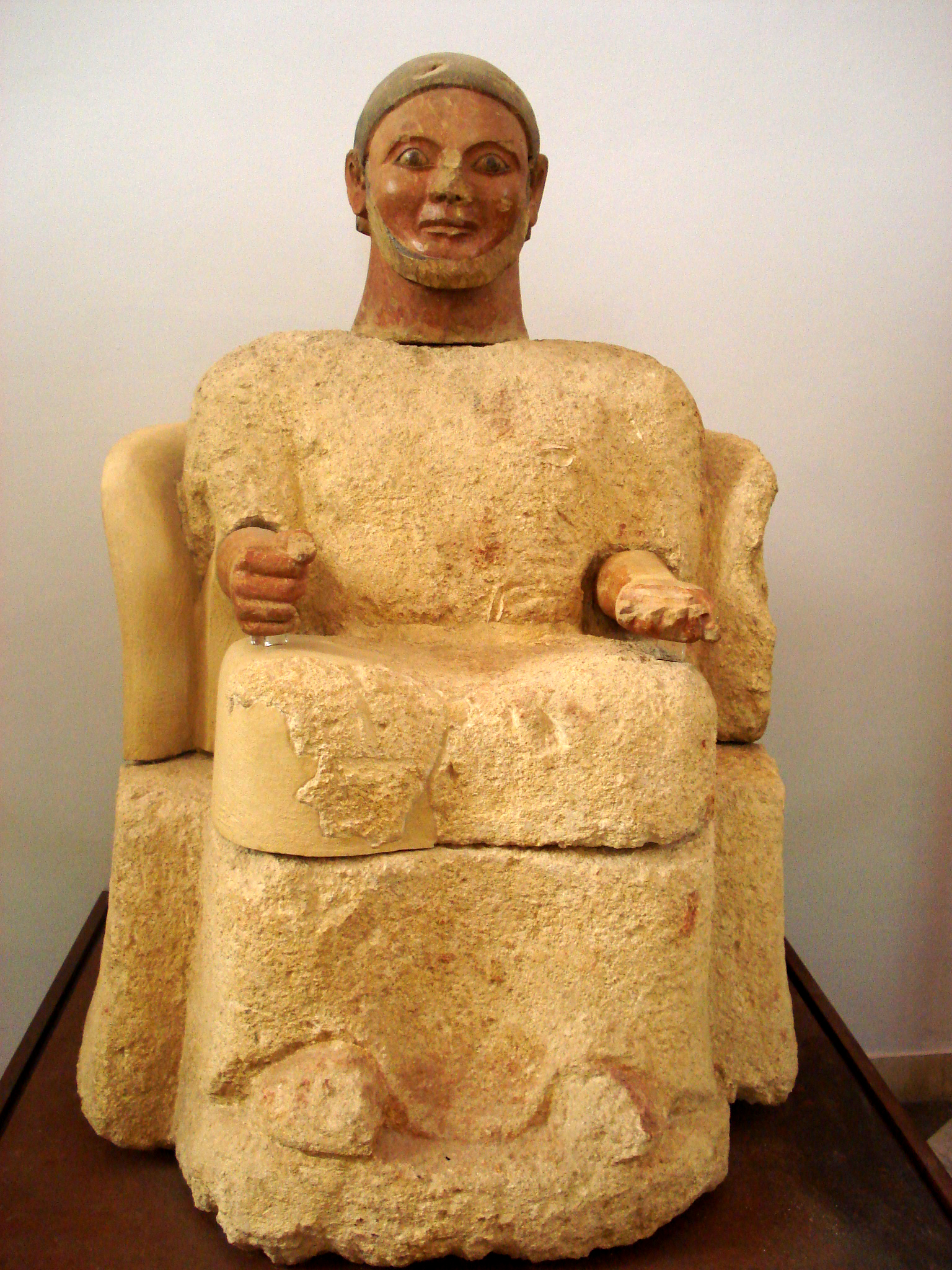
Urna cinerária, terracota, Chiusi. Arcaica

Uma das características distintivas da escultura etrusca é que ela servia primariamente à decoração privada e à religião. Em sua fase áurea os etruscos desenvolveram uma elite muito rica e altamente cultivada, amante da arte e do luxo, mas ao contrário de outros povos da Antiguidade, parecem não ter tido interesse em registrar através da arte sua própria história nem em exaltar as virtudes dos cidadãos. Tampouco criaram grandes obras de louvação dos deuses, nem desejaram adornar suas cidades com monumentos cívicos grandiosos que proclamassem a glória de sua civilização. Com isso também não surgiu a figura do artista criativo ou de escolas estilísticas reconhecidos por seu gênio individual, sendo uma arte anônima, coletiva, eclética e não-competitiva — conhecemos o nome de um único escultor etrusco, Vulca, que trabalhou em Roma e ali se tornou famoso. Foi, deste modo, uma arte essencialmente utilitária quando religiosa, e decorativa quando privada. Sua profunda crença numa vida após a morte fê-los desenvolver um complexo sistema de práticas fúnebres cujo objetivo era mais prover o morto de conforto em sua morada sepulcral do que agradar aos deuses, enchendo-a de objetos que se destinavam a facilitar sua vida futura. A partir do período Arcaico projetaram as tumbas como se fossem verdadeiras casas para os mortos, hábito que se perpetuou até que sua cultura imergiu na romana, mas variando em suas características de acordo com a época, a região e a classe social do morto. Em determinadas fases as tumbas dos personagens mais importantes podiam ser extraordinariamente ricas.
A religião também determinou a preferência por certas tipologias escultóricas presentes nas tumbas, como ex-votos e estatuetas de deuses — com destaque para as figuras da Mãe, do Pai e da Filha divinos, identificados com vários deuses locais — além das figuras dos mortos esculpidos sobre urnas cinerárias e sarcófagos. A estatuária ligada aos contextos fúnebres é de longe a mais abundante na produção etrusca. Outras tipologias também foram importantes, outra vez associadas à religião, como a do casal abraçado, e várias estatuetas, amuletos e relevos mostram imagens de forte colorido sexual, usadas em uma ampla variedade de práticas rituais apotropaicas. Também apareciam com frequência cenas de sacrifício humano, muitas vezes com detalhes realistas chocantes, sendo especialmente comum o episódio do sacrifício de Ifigênia. As imagens possivelmente não refletiam sacrifícios reais, mas os substituíam simbolicamente. Outra temática recorrente é a figuração dos vários mitos locais e gregos, privilegiando acima de todas as cenas de batalha mais violentas. Mas enquanto os gregos criaram numerosas imagens de deuses, e deificaram até mesmo virtudes abstratas, os etruscos os abordaram de modo muito mais reticente, havendo diversos deles de quem não se conhece nenhuma representação.
A respeito da nudez na escultura, os etruscos tinham opiniões bem distintas dos gregos. Enquanto que estes a favoreciam amplamente, aqueles a evitavam, sendo raras as ocorrências, mas inovaram ao criar o tipo da mãe amamentando com o seio à mostra, inédito na arte grega, que com o advento do Cristianismo seria um antecessor direto da formulação de uma variação da fértil tipologia da Madonna, a Virgo lactans. No que tange aos seus cânones estilísticos, segundo Cunningham & Reich, os etruscos não estavam, como os gregos, preocupados com elucubrações profundas a respeito de sistemas definidos de proporção, com associações entre arte e ética, ou com o entendimento de como o corpo humano funciona numa representação artística, e sua atenção se voltava mais para o impacto imediato das figuras. Prova-o a existência de inumeráveis figuras distorcidas, esquemáticas ou desproporcionadas, muitas vezes com acabamento rudimentar, se aproximando do caráter da caricatura, enfatizando os traços individuais sem qualquer idealismo. No caso dos grupos decorativos das fachadas dos templos e em alguns edifícios privados, sua composição não era um complemento lógico da forma do edifício, e sim um adendo decorativo livre, independente da coerência arquitetural. Esses grandes grupos são o mais típico e original gênero de escultura etrusca monumental. Por fim seja assinalado que a visão da escultura etrusca como um todo homogêneo é errônea. Houve significativas variações regionais e ao longo das suas sucessivas fases, e aqui ela é descrita em linhas muito gerais.

## Os períodos

### Villanova

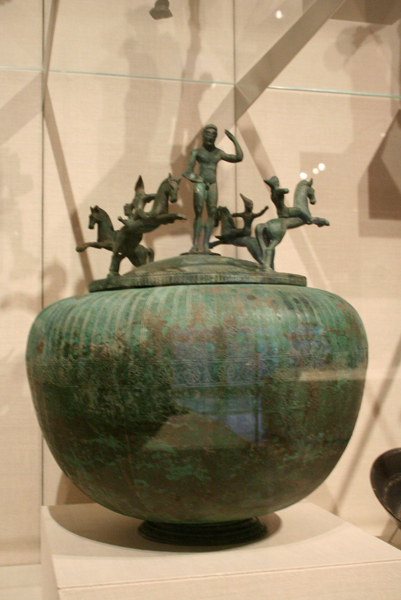
Vaso com figurinhas, bronze, Vulcos ou Bisenzio

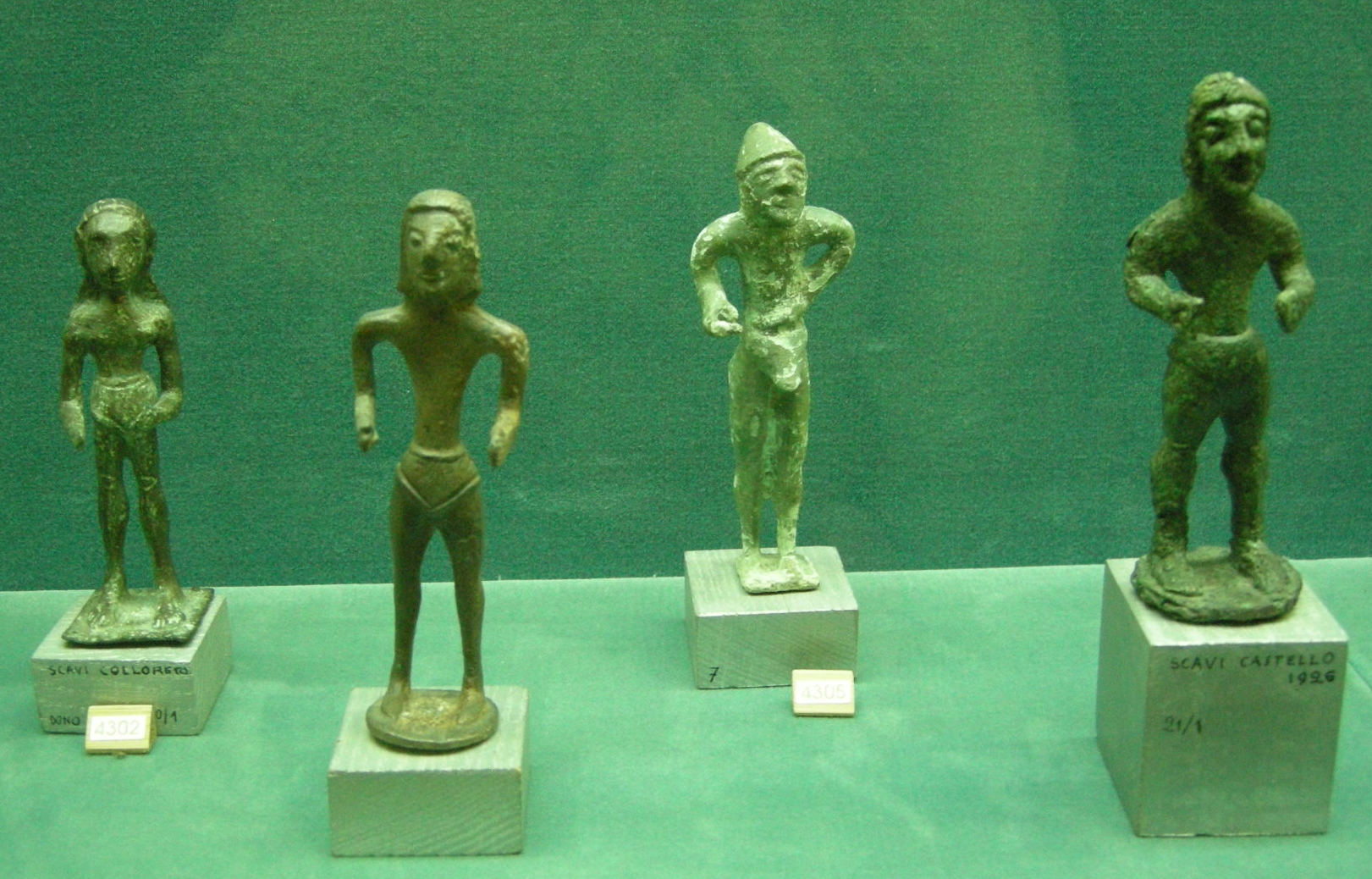
Estatuetas, bronze, Villanova/Orientalizante

O período Villanova, às vezes chamado de período Geométrico, foi o prelúdio da formação da civilização etrusca. Seu nome é o mesmo de um sítio arqueológico importante, Villanova, descoberto no século XIX. O período foi marcado pela expansão e refinamento da metalurgia, e por uma arte que empregava frequentemente motivos geométricos simples organizados em padrões complexos, herdados da cultura anterior a viver naquele local, e em parte dos gregos, e que permaneceriam visíveis na arte etrusca mais ou menos até os tempos históricos. A tradição local precedente parece ter influenciado um costume de agregar pequenos elementos escultóricos aos vasos e urnas cinerárias, enquanto o elemento grego se manifestou na criação de diminutas figuras animais em bronze, que basicamente imitavam os desenhos encontrados nos vasos. Vulcos foi provavelmente o primeiro centro a inaugurar uma tradição artística tipicamente etrusca, manifesta em vasos e caldeirões com pequenos grupos figurativos de homens e animais em suas coberturas, sendo aquelas as primeiras representações humanas na arte italiana. Mas nessa fase não se pode determinar se se referem a personagens mitológicos, que só podem ser identificados com alguma segurança a partir do fim desse período.
A produção artística Villanova parece ter sido abundante, mas restam poucas relíquias esculturais. Os objetos resgatados pelos arqueólogos foram encontrados em contextos fúnebres, em tumbas onde eram depositadas urnas cinerárias contendo objetos vários. São de pequenas dimensões e em sua maioria compreendem utilitários de bronze, como arreios para cavalos, elmos, pontas de flechas e lanças, cantis e joias, e outros cuja identificação é duvidosa, além dos vasos e caldeirões já citados. Muitos desses objetos são claramente de origem oriental, o que indica a existência de um ativo comércio com regiões distantes. Também ocorrem estatuetas antropomórficas avulsas, altamente estilizadas, mas a despeito de suas formas esquemáticas seu efeito é de grande vivacidade.

### Orientalizante
No final do século VIII a.C. a quantidade de peças orientais encontradas nas tumbas se torna tão grande que todo o período foi denominado Orientalizante. É quando o comércio com os gregos se intensifica e os fenícios também se tornam grandes parceiros comerciais, aumentando a circulação de bens de uma grande variedade de procedências, a fim de atender aos desejos de uma elite que se organizava, enriquecia e se enobrecia. As maiores cidades da época, Vulcos, Tarquínia, Cerveteri e Veios, se tornam os grandes centros comerciais, e o maior número de relíquias de escultura se encontraram novamente em tumbas subterrâneas. Nesse período as tumbas se tornaram maiores e mais complexas, com várias câmaras, corredores e um grande monte artificial por cima, e os enterramentos eram muitas vezes luxuosos, incluindo uma profusão de objetos decorativos e sacros. Descontando-se aqueles que são de origem obviamente asiática, os artefatos etruscos ainda são pouco distinguíveis dos gregos.
A decoração com motivos asiáticos como a folha de palmeira, a flor de lótus e o leão se torna então predominante. São bons exemplos os braceletes e pendentes duplos com figuras de leão em marfim encontrados em Tivoli, uma placa de prata em relevo representando a Senhora das Feras, de procedência incerta, e os grandes escudos de bronze que costumavam pendurar nas tumbas, especialmente os de Cerveteri, decorados com relevos em um estilo que lembra padrões geométricos da cultura Villanova, mas associando outros elementos orientais. Na cerâmica a novidade foi a imitação de formas até então reservadas ao bronze, adquirindo uma nova desenvoltura na modelagem de figuras de vulto completo e nos acessórios escultóricos dos vasos. São interessantes os pequenos vasos em forma de animais usados para armazenar perfumes, outros vasos com ornamentações complexas, os búcaro, que também podem ser incluídos na categoria de escultura, e as urnas canópicas com coberturas antropomórficas, que podiam ter grandes dimensões e ser entronizadas. Merece nota nessa fase o desenvolvimento da arte da joalheria, sobrevivendo exemplos ricamente ornamentados que podem ser vistos efetivamente como esculturas em miniatura.
Os mitos gregos já aparecem com frequência nas representações orientalizantes, mas é possível que eles tenham sido interpretados de acordo com tradições religiosas locais. Foi no período Orientalizante que surgiram as primeiras verdadeiras estátuas de culto etruscas, uma tipologia religiosa distinta das estatuetas votivas que já se viam na fase precedente. Algumas são identificáveis com facilidade a partir de seus modelos gregos, mas outras já são nítidas adaptações locais, requerendo interpretações críticas para sua identificação. Como exemplo estão estatuetas de um deus lançando raios, que sugerem se tratar de Zeus, mas no caso etrusco as figuras são jovens e sem barba, o que se complica quando sabemos, conforme relatou Plínio, que na religião etrusca nada menos de nove deuses tinham o atributo do raio. No final do período sua produção artística havia já conseguido formular uma estética que superava de forma consciente a mera imitação de modelos estrangeiros, e sua habilidade com os metais preciosos e com o bronze se tornara conhecida além de suas fronteiras.

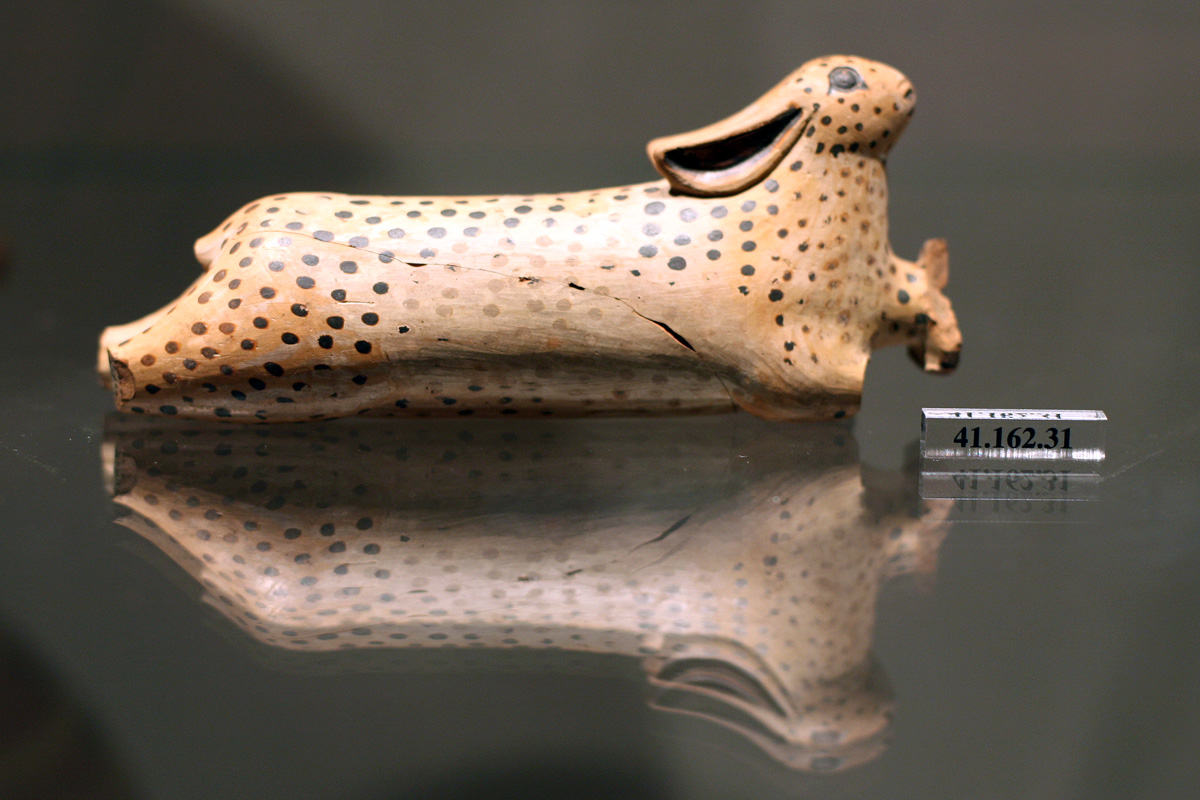
Aríbalo em forma de coelho, terracota
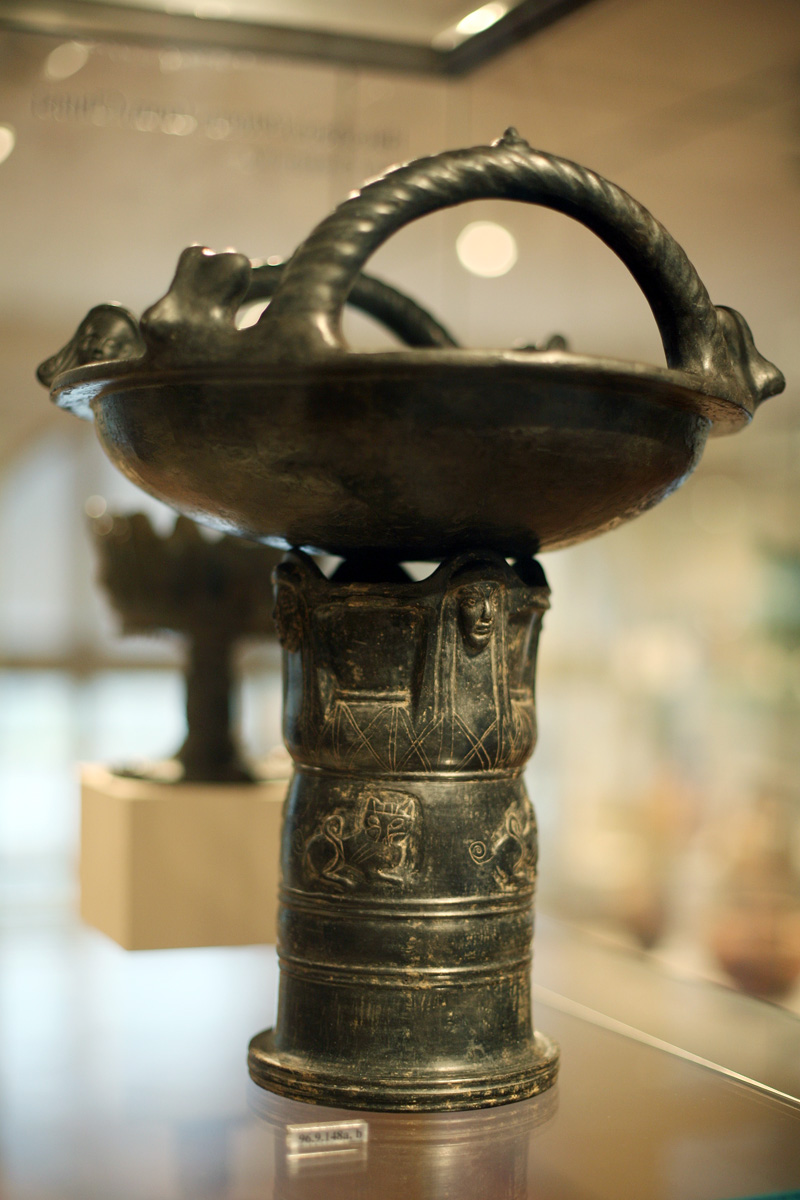
Vaso tipo búcaro, terracota
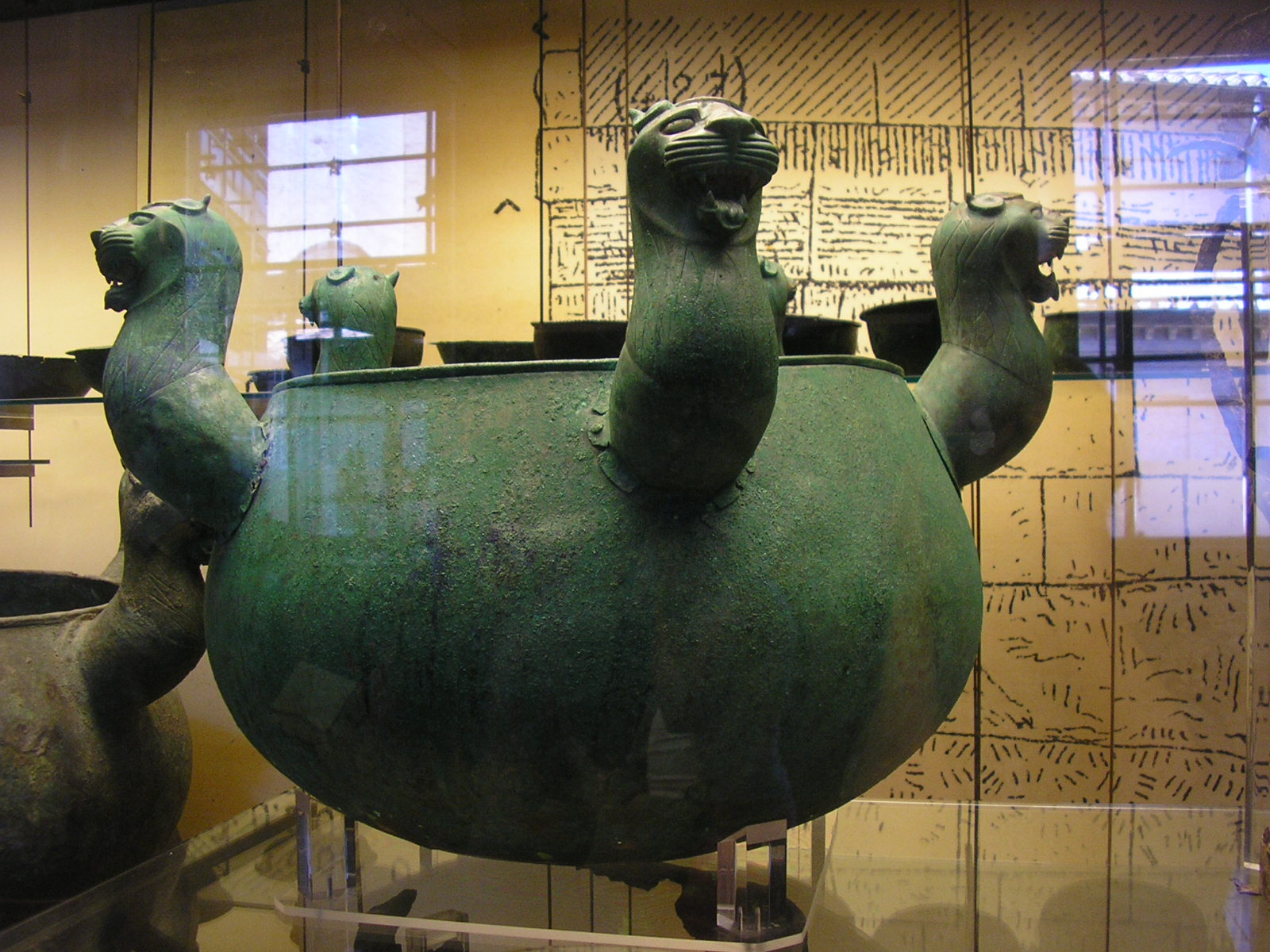
Caldeirão com cabeças de leão, bronze.

### Arcaico
A importação do estilo arcaico da Grécia foi natural, considerando a continuidade dos fortes laços comerciais e culturais que uniam ambos os povos, mas favoreceu o processo o fato de em 548−547 a.C. os persas conquistarem a Jônia, ocasionando a fuga de muitos gregos e asiáticos da Ásia Menor para a Itália, estando entre eles muitos artistas, trazendo consigo uma nova estética. A produção arcaica grega evoluíra seguindo padrões idealistas, fixando tipos definidos que ilustravam plasticamente conceitos morais e éticos, mas este aspecto não encontrou um espelho exato entre os etruscos, pois eles conformaram o corpo humano usando proporções diferentes e preferiram um estilo mais realista. Não obstante essa tendência ao realismo, ela se manifesta mais na impressão geral das obras e no seu dinamismo mais acentuado do que numa imitação exata dos traços naturais, sendo criações de fato altamente estilizadas. Outra diferença está em que a figura masculina, ainda que em muito semelhante ao kouros grego, no caso etrusco estava via de regra vestido, e os padrões de sua túnica se referiam às vestes femininas da kore. Além disso, tendo um especial gosto pelo ornamento, introduziram muitos detalhes decorativos novos, ao mesmo tempo em que usaram povoar as cenas de grupo com um maior número de figuras do que seus modelos gregos. E para aumentar as diferenças, o material de eleição era usualmente a terracota, quando na Grécia era o mármore. Um dos exemplos mais conhecidos de estátua independente dessa fase, possivelmente uma estátua de culto, é o Apulu de Veios, hoje no Museu Nacional Etrusco de Villa Giulia.

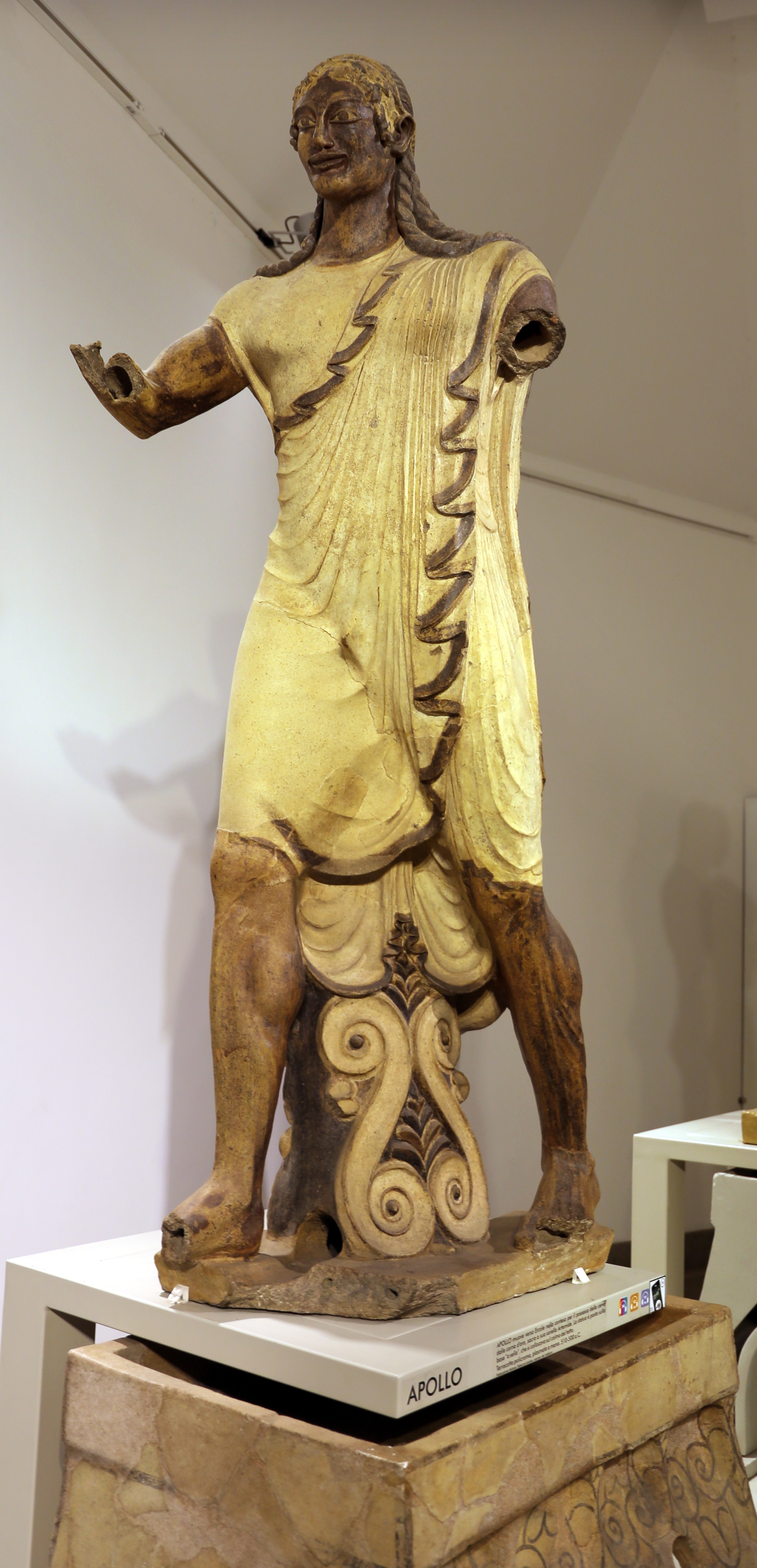
Apulu de Veios, terracota, Veios, c. 510-500 a.C.

Nesse período, então, assinalaram-se importantes mudanças na arte de escultura, em várias frentes, pelo que já foi exposto, e em função de mudanças também no terreno da arquitetura e da religião. A fusão das mitologias etrusca e grega fez com que se aproximassem as formas de culto. A forma do templo etrusco, que antes pouco se diferenciava de uma casa comum, se modifica, se amplia, tornando-se similar ao templo grego. Novamente a assimilação não foi literal, usando materiais alternativos para a construção, aparecendo divisões diferenciadas dos espaços do edifício e desvios nos esquemas de distribuição e no desenho das colunas. Preferiram também pórticos mais profundos e um formato de planta mais quadrado, e usaram muitos detalhes decorativos em terracota policroma, como frisos, acrotérios e placas com cenas narrativas ou com motivos ornamentais diversos. A decoração dos templos principais se coroava com um grande grupo escultórico em alto-relevo sobre o frontão, também em terracota, tipologia que se consolidou em torno de meados do século VI a.C. como um dos mais típicos e originais gêneros da escultura etrusca monumental. Ótimos exemplos dessa nova tendência são o grupo do Templo A em Pirgos e outro em Portonaccio. Os templos eram menores do que seus correspondentes gregos, mas eram muito mais decorados. Mudanças semelhantes aconteceram na construção das tumbas, tornando-as mais complexas e amplas, com vários aposentos mobiliados de acordo com suas funções como se fossem casas e decorados com muitos elementos escultóricos, tais como plintos, colunas e capitéis, e relevos de diversos tipos.
Iniciou ainda o desenvolvimento de uma tipologia nova de urna mortuária, com as dimensões de um sarcófago, para os corpos que não eram cremados e sim inumados. Consistia em uma caixa decorada com relevos nas laterais e coberta com uma tampa sobre a qual estava representado o morto em posição reclinada, como se estivesse em um banquete. Às vezes eram figurados casais, com exemplos célebres como Sarcófago dos Esposos do Museu do Louvre. As figuras dos mortos, porém, não eram retratos, e sim tipos genéricos. É possível que esse gênero tenha sido inspirado na tradição cartaginesa de enterramento, que mesclava o modelo egípcio com tampa em forma de múmia e o oriental em forma de caixa. Ou pode ter sido uma derivação direta do costume grego e asiático de cear sobre reclinadeiras, que foi também adotado pelos etruscos. Logo versões pequenas dessas urnas também foram adotadas para as cinzas das cremações. O modelo etrusco de sarcófago iria ser muito usado mais tarde em Roma, se espalhando por uma grande área em torno do Mediterrâneo.

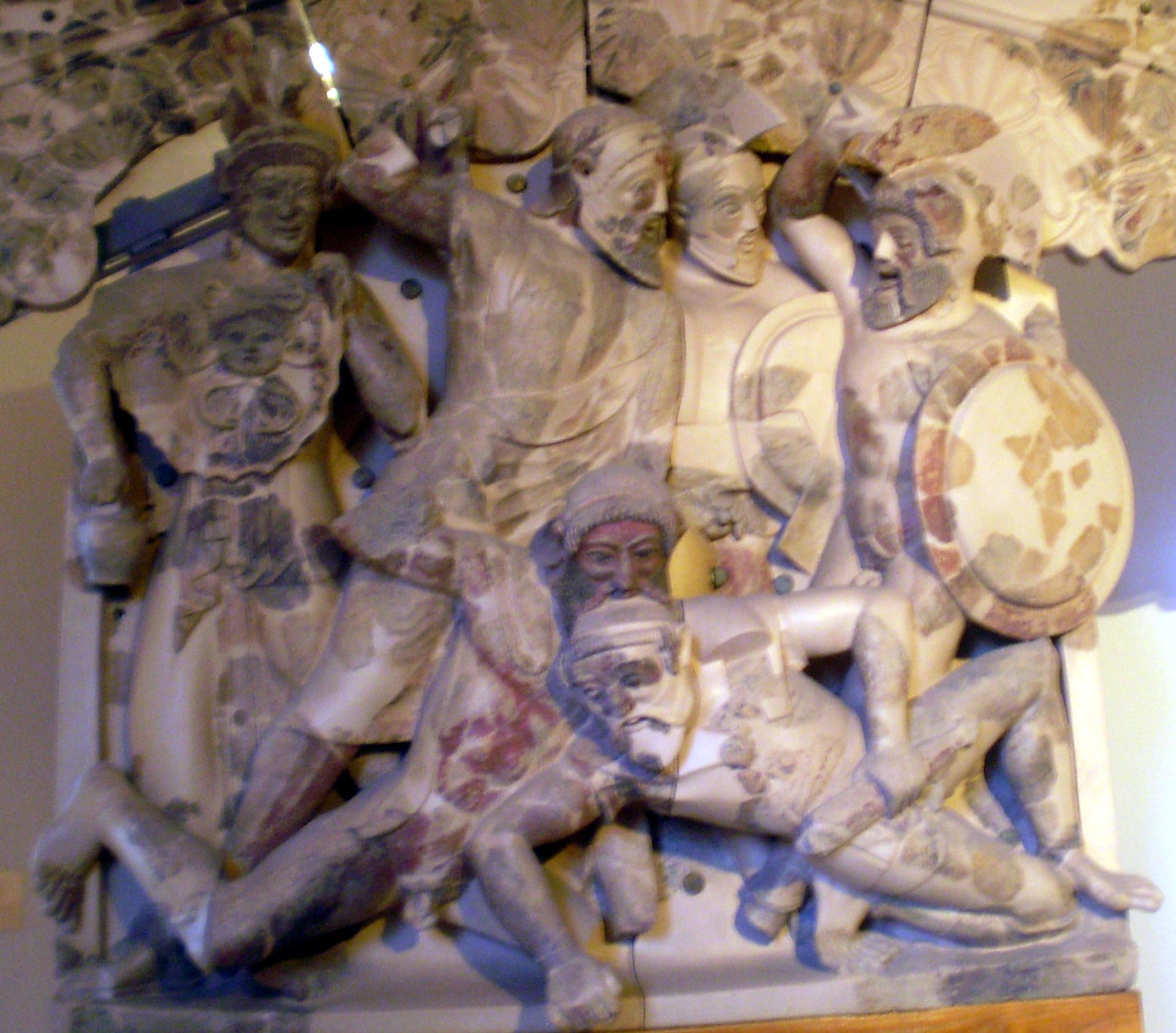
Grupo com cena mitológica, terracota, Pirgos
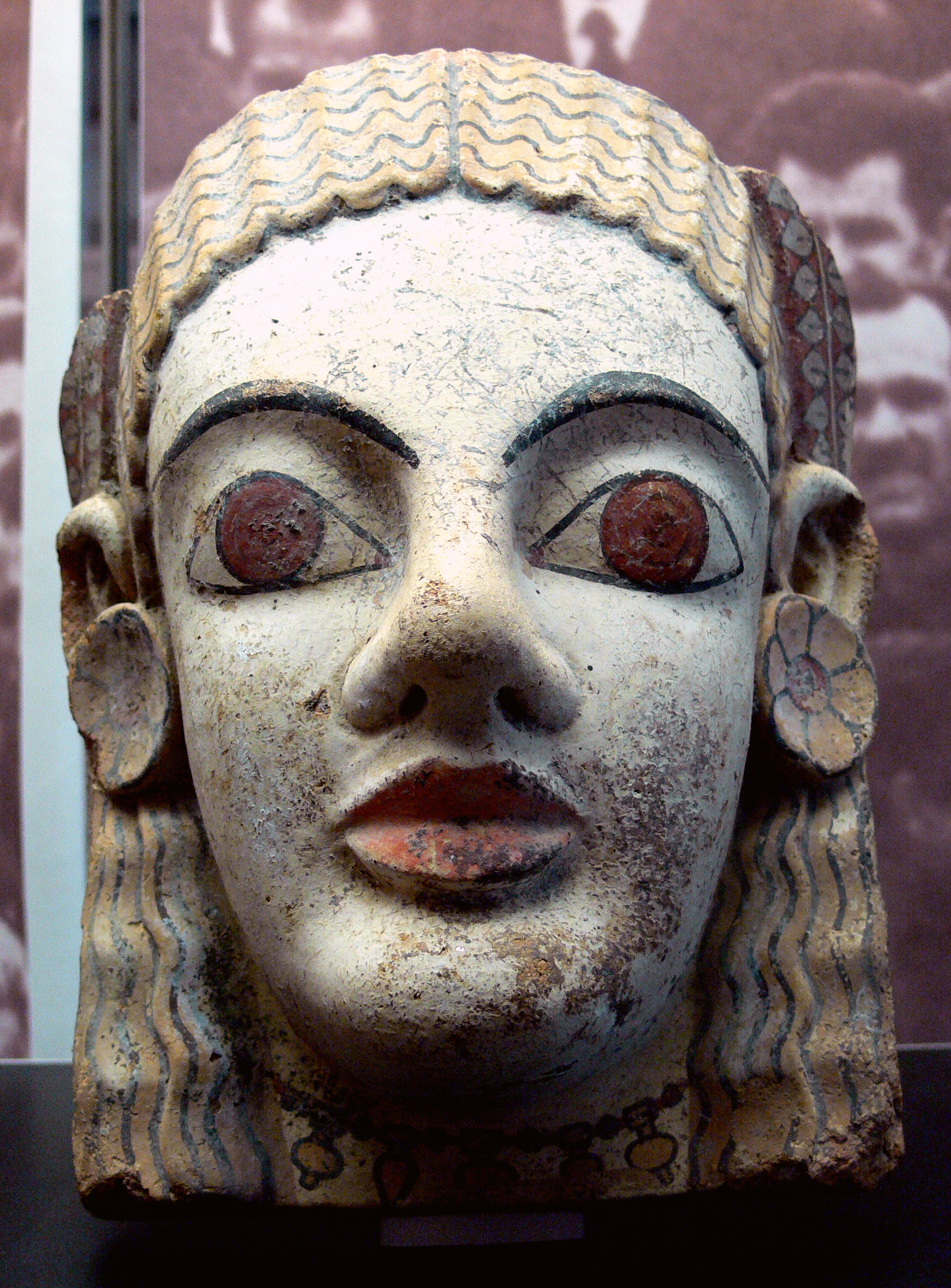
Cabeça feminina, terracota policroma, Cerveteri
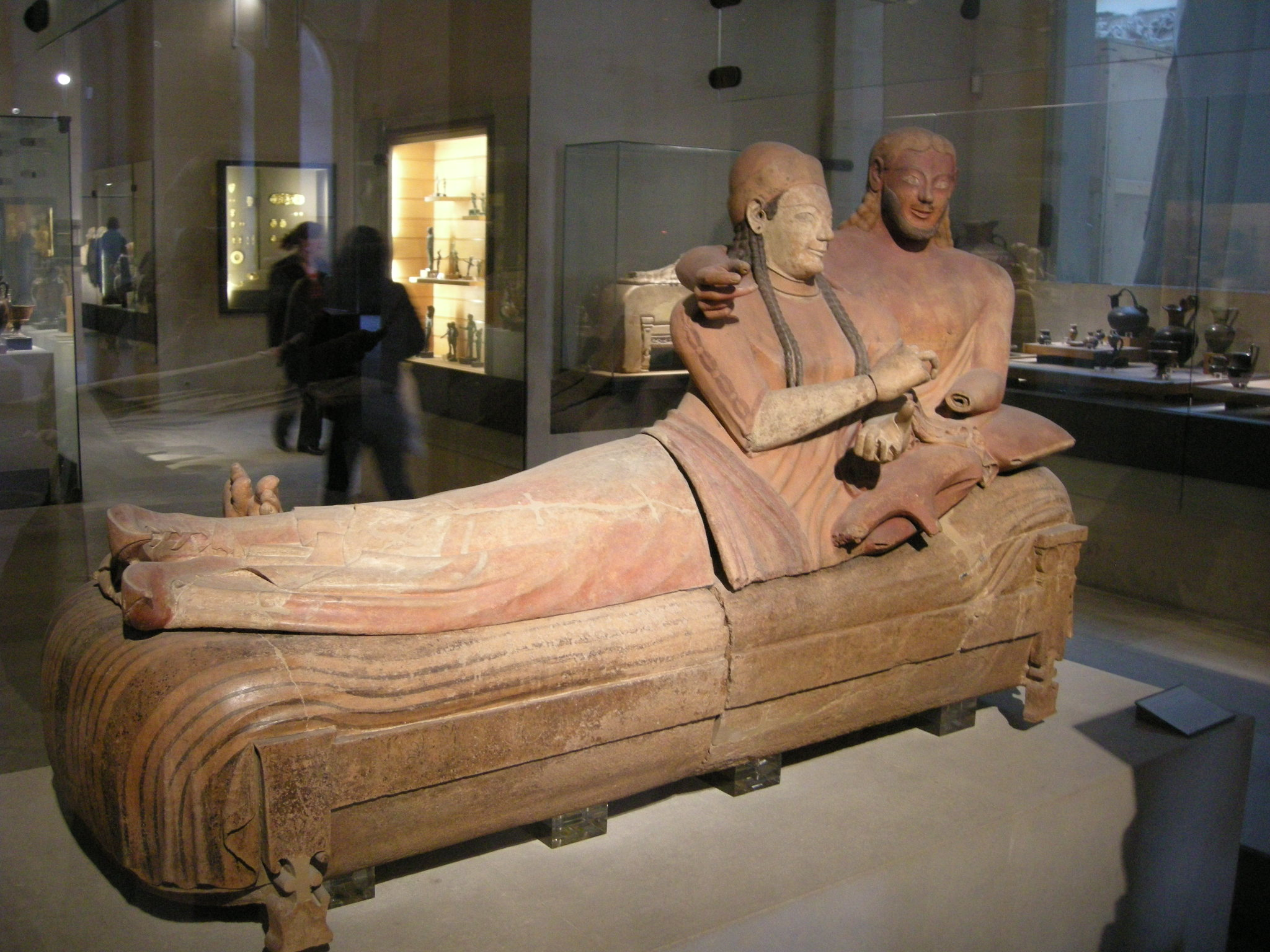
Sarcófago dos Esposos, terracota, Caere
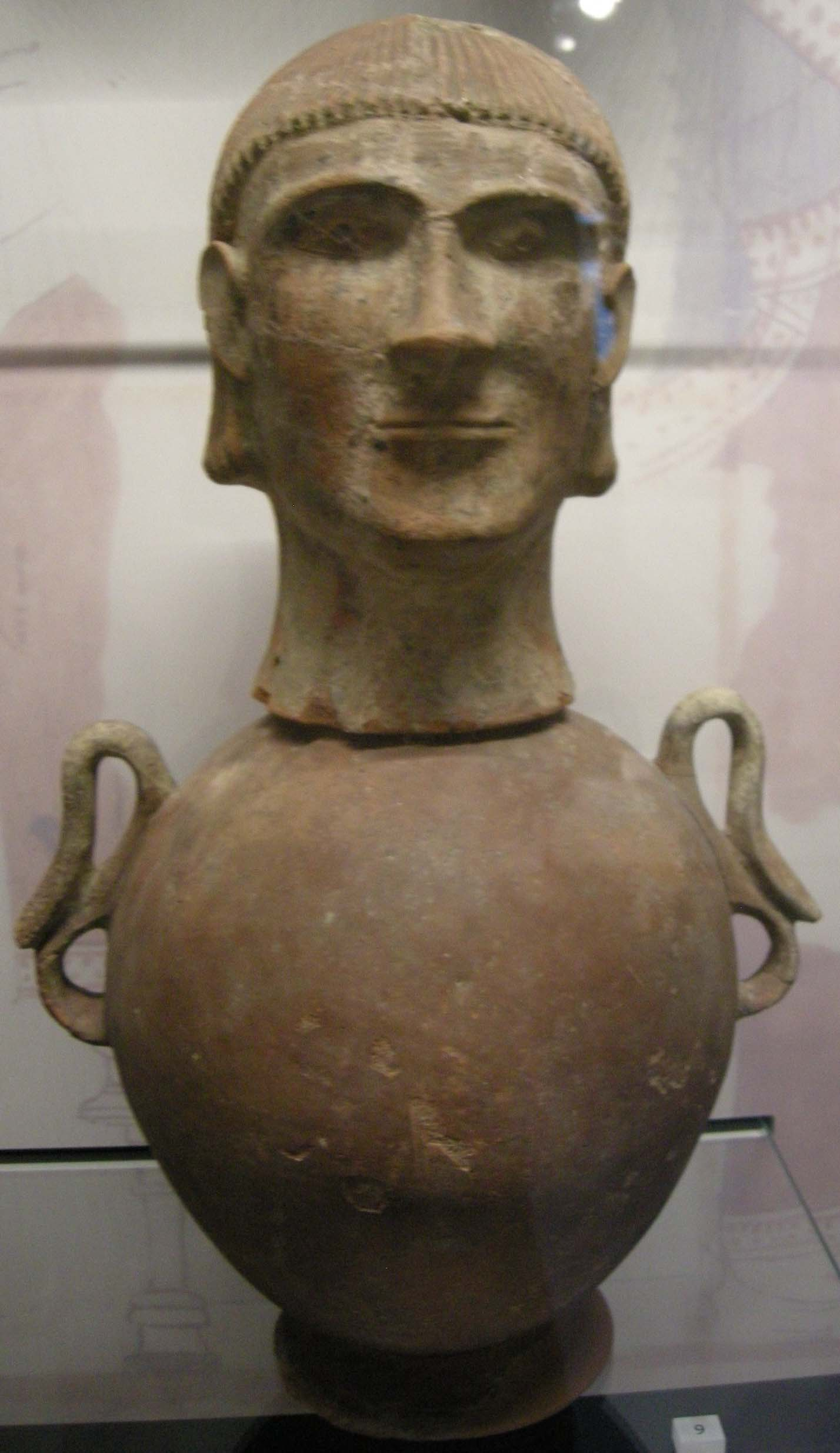
Canópia, terracota, Todi

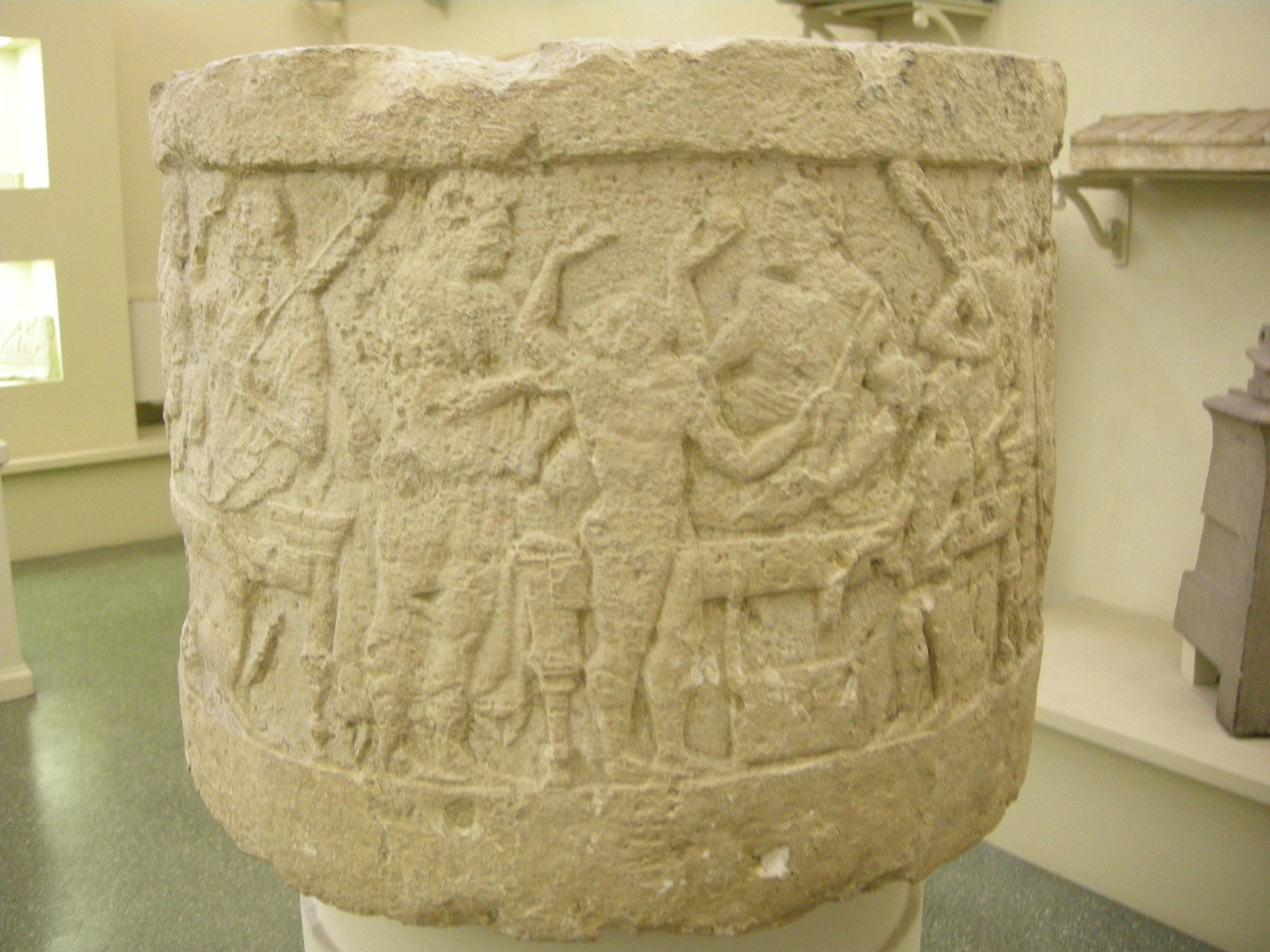
Cena de banquete, calcário, Chiusi
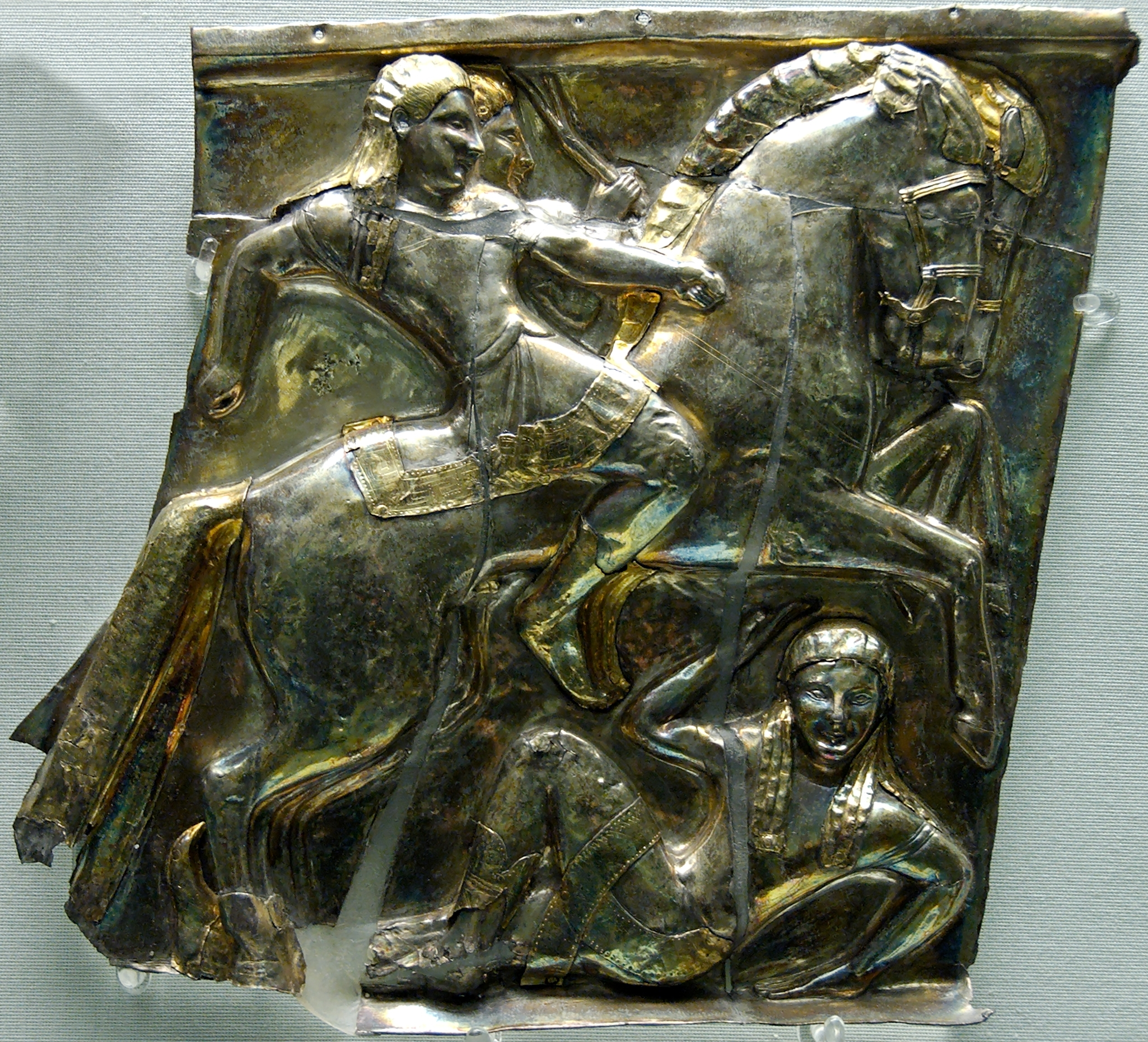
Cena mitológica, prata repuxada, Castel San Marino
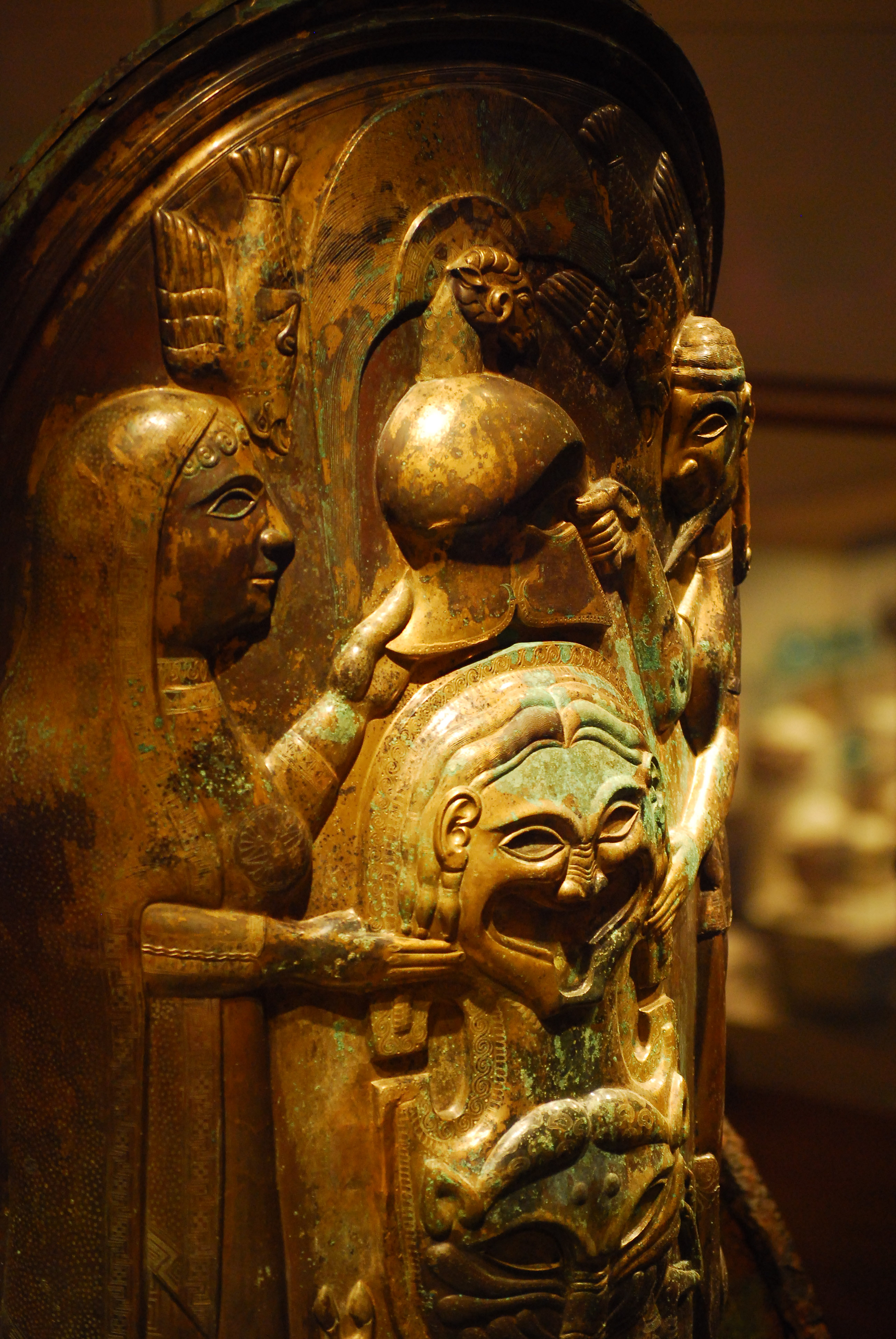
Detalhe da Carruagem Monteleone, Brufa
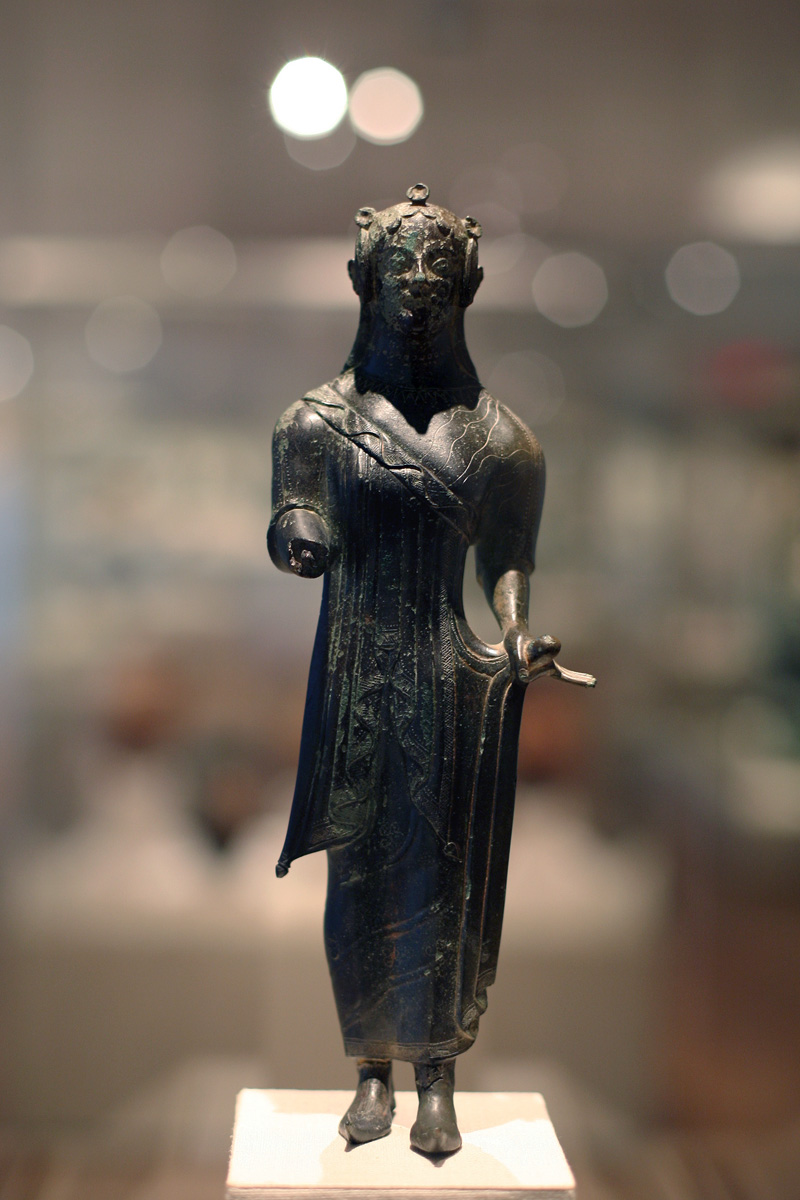
Estatueta votiva, bronze, Chiusi

### Clássico

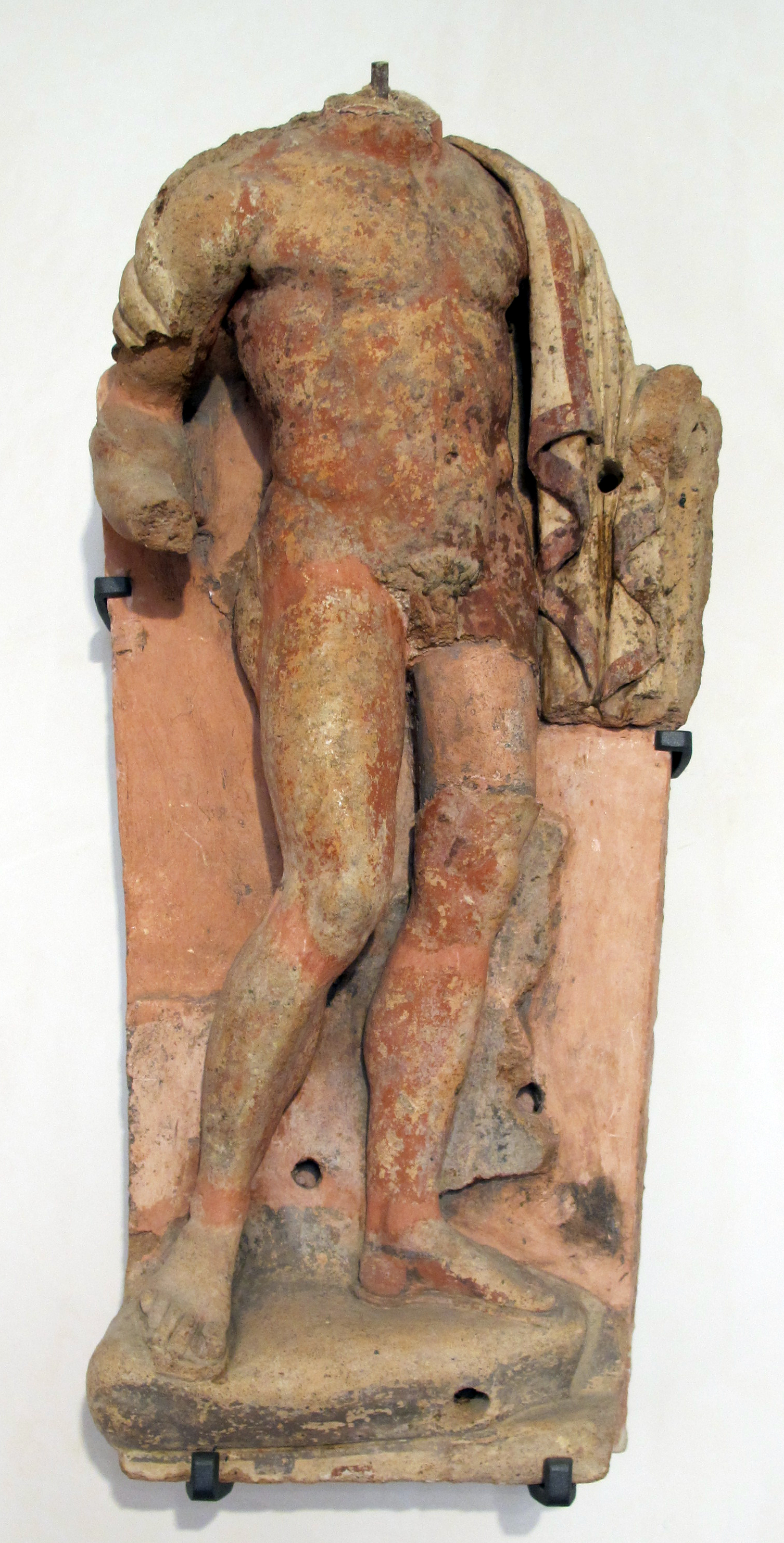
Figura do frontão do Templo do Belvedere, Orvieto, fim do século V a.C.

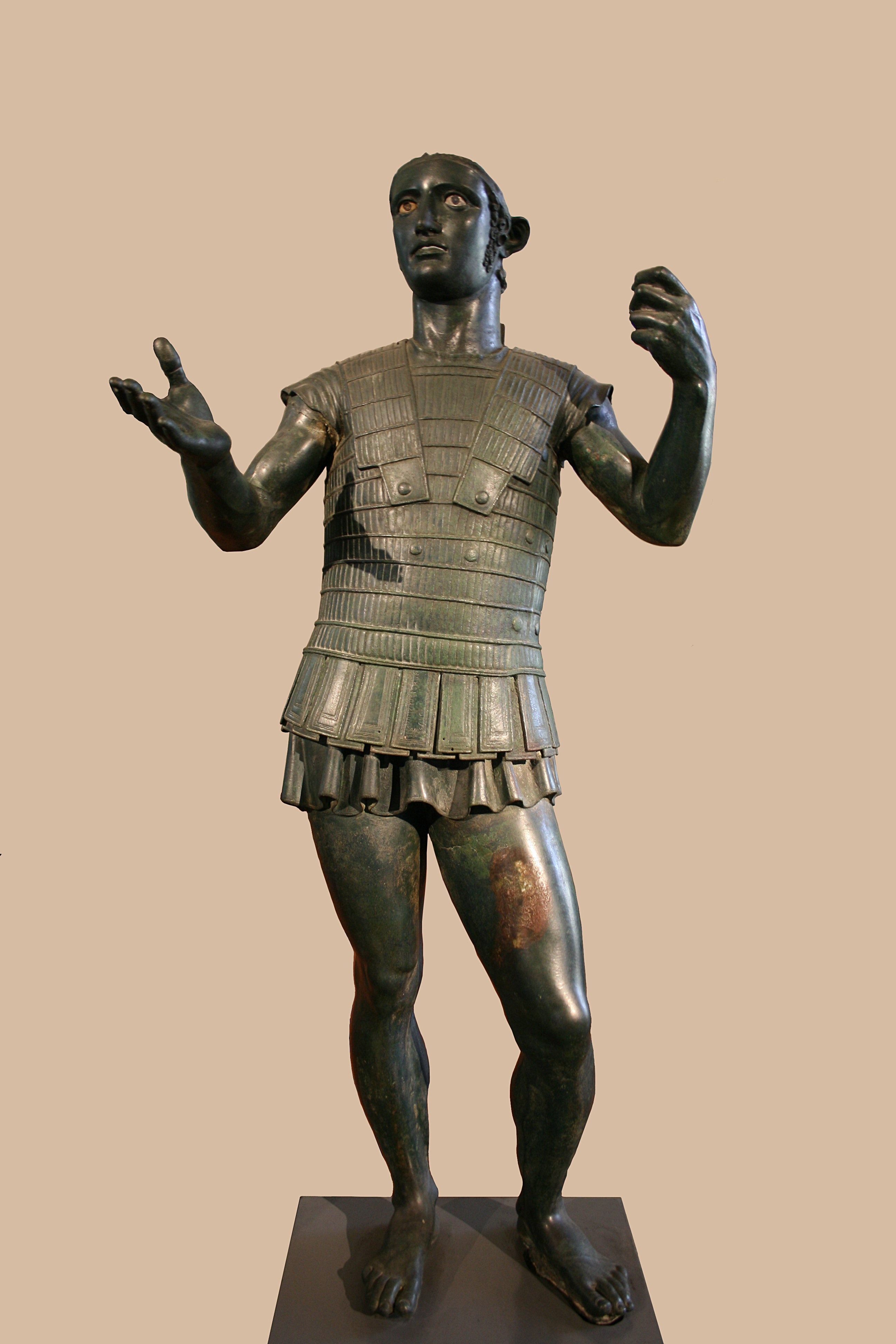
O Marte de Todi, século V a.C.

O estilo Arcaico permanecerá predominante na Etrúria mesmo quando na Grécia o cânone Clássico prevalecer, nos séculos V-IV a.C. De fato ele será praticamente ignorado entre os etruscos. Pallottino justifica esse hiato dizendo que a cultura clássica grega havia se tornado nesse momento, por várias razões, mais centrada em torno de Atenas e o Peloponeso, de certa maneira bloqueando a irradiação de influências para as regiões vizinhas, e Nancy de Grummond descreve a fase como "neutra", resultando em apenas poucas obras importantes, como o Marte de Todi, que se aproxima do cânone de Policleto, a célebre Quimera de Arezo, que tem uma fluência clássica mas ainda guarda traços arcaicos, o Busto de Lúcio Júnio Bruto (às vezes considerado obra romana), e decorações arquiteturais em Orvieto e Falérios. Deve-se considerar que as análises são feitas a partir das relíquias existentes, podendo ter havido perdas importantes cujo conhecimento traria outras conclusões. Mesmo raros, esses exemplos evidenciam uma grande maestria na construção da forma e na técnica da fundição, sendo considerados obras-primas. Depois da queda de Veios em 396 a.C. sob os romanos, os centros de produção mais ativos passaram a ser Chiusi, Falérios e Volsínios, sede de um dos mais importante santuários pan-etruscos.
A escultura clássica grega continuava a mostrar a forte preocupação idealista da fase arcaica, mas a esta altura conquistara uma notável capacidade de imitar a anatomia real dos corpos, e nessa mescla entre ideal e natural dotara as figuras humanas de um caráter atemporal, arquetípico e exaltado, ainda mais quando se tratava dos deuses. Mas os etruscos reafirmaram também aqui sua originalidade preferindo um padrão mais próximo do natural e do ornamental. Seus desvios em relação ao cânone estrangeiro não podem ser explicados por uma suposta incompreensão do modelo, visto que a elite etrusca nada tinha de ignorante e os artistas demonstravam possuir alta capacidade técnica, mas se explica por terem os etruscos objetivos diferentes com a arte. O entendimento dessas diferenças é especialmente relevante para o estudo do período Clássico etrusco em vista da grande quantidade de figuras mitológicas que sobrevivem.
No caso dos sarcófagos, agora se nota uma preocupação um pouco maior em descrever com mais aproximação a fisionomia dos mortos, ainda que dificilmente se possam considerá-los verdadeiros retratos. As figuras assumem posições mais variadas, aparecendo inclusive algumas que mostram pessoas dormindo. Proliferam paralelamente as estatuetas votivas dos deuses e ex-votos em forma de cabeça, que chegaram aos dias de hoje em grande número mas ainda não foram suficientemente estudadas.

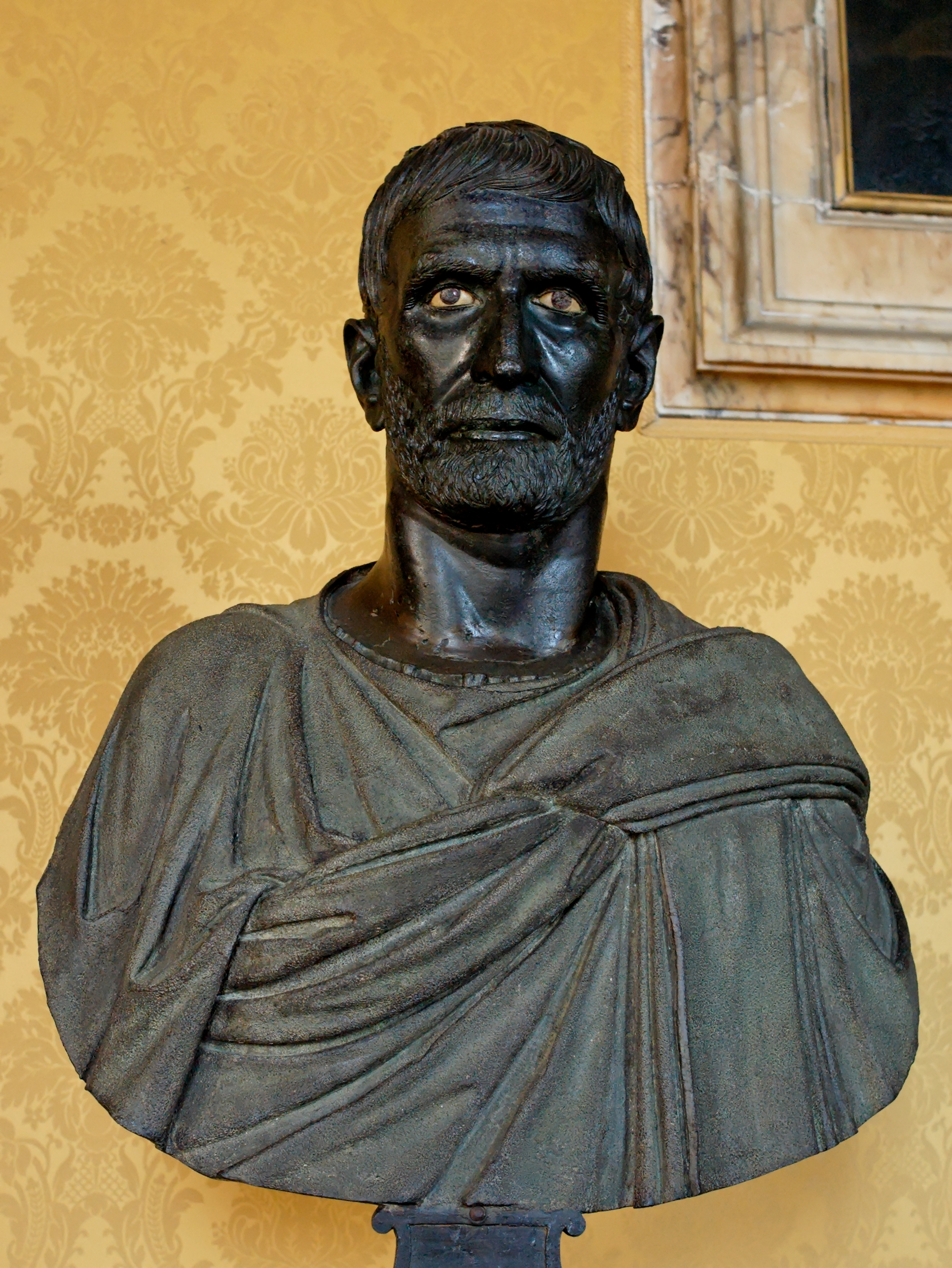
Busto de Brutus, bronze
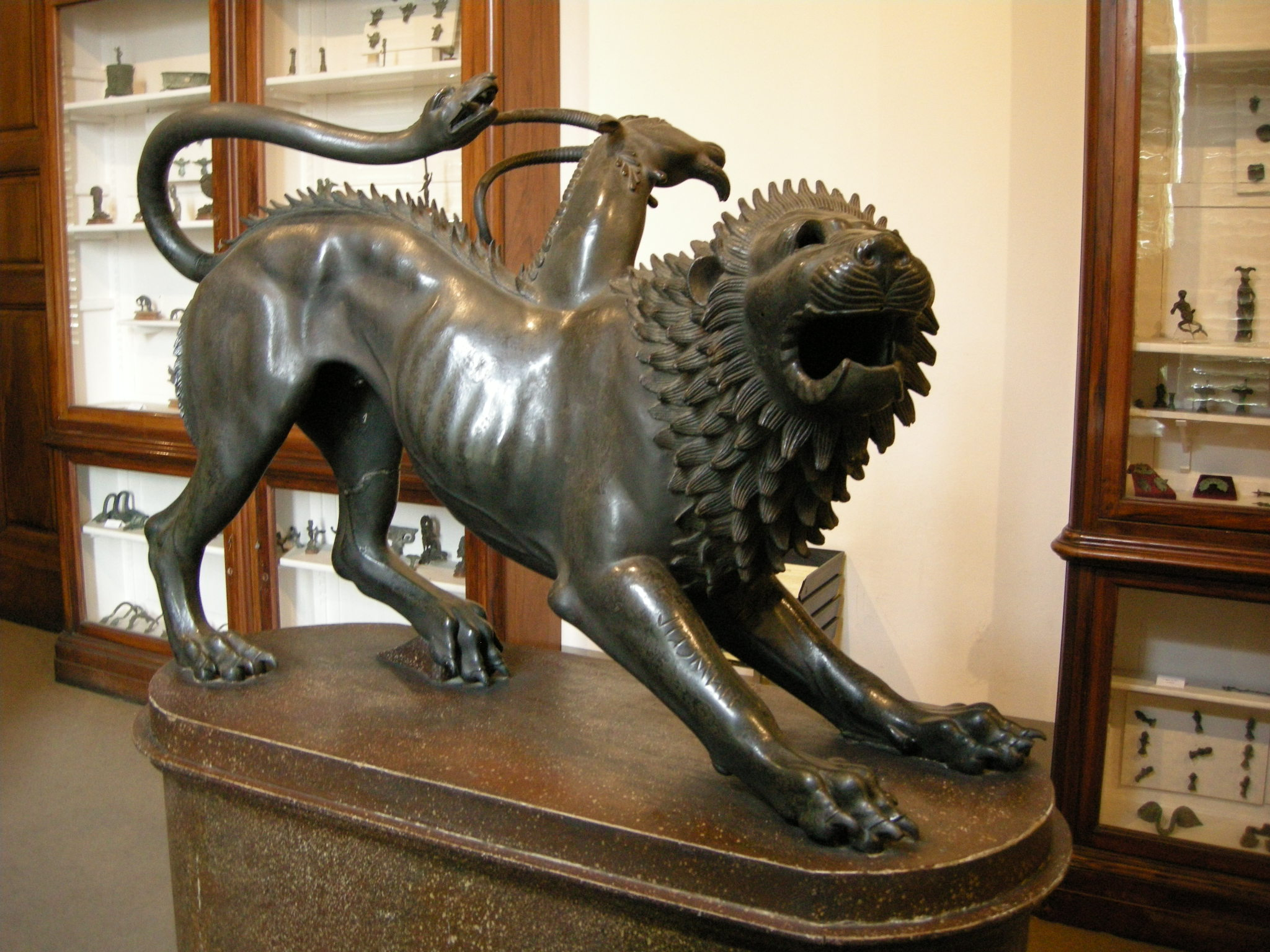
Quimera de Arezo, bronze
Cavalos alados da Ara della Regina, terracota, Tarquinia
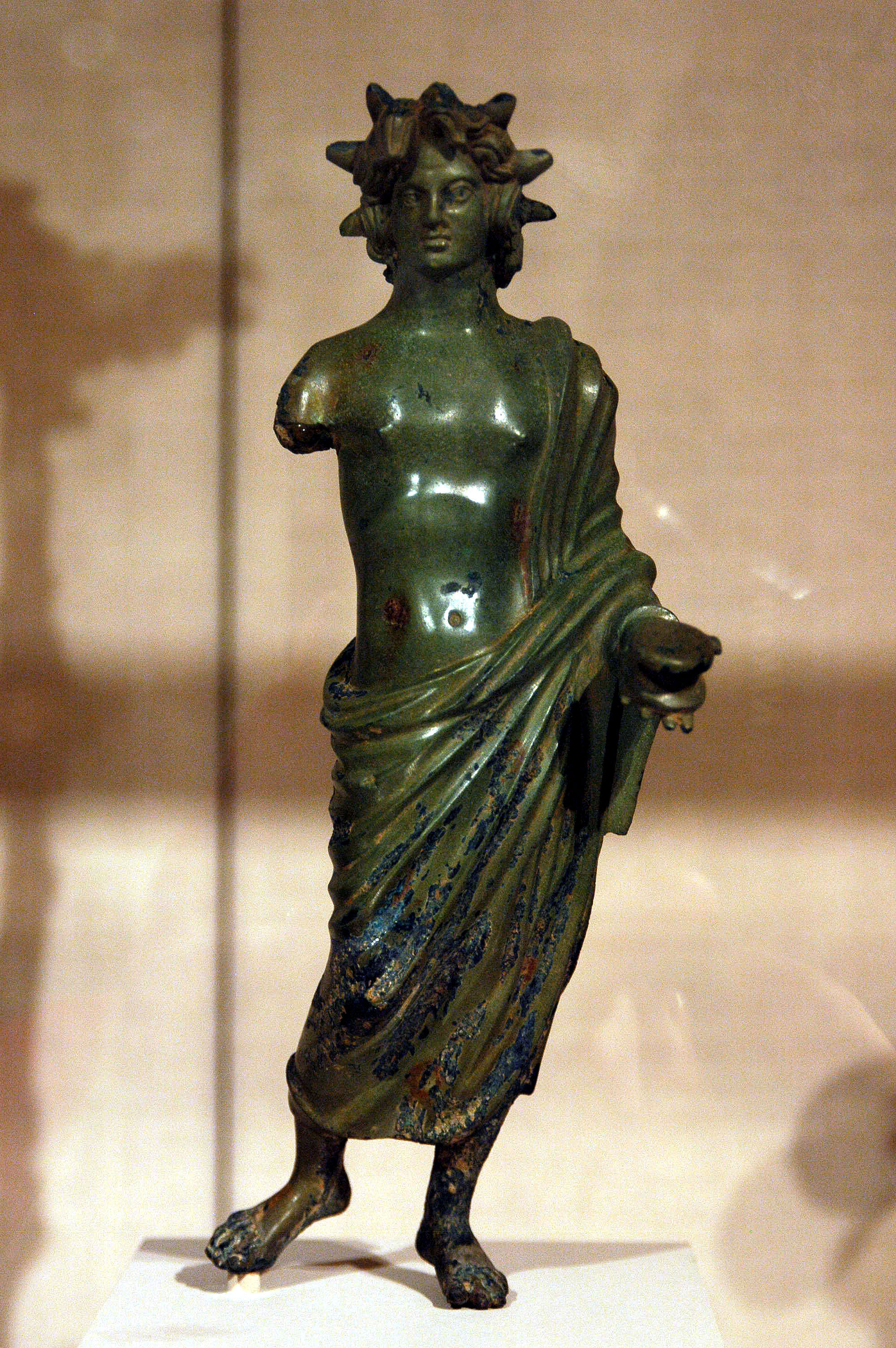
Estatueta de Apulu, bronze

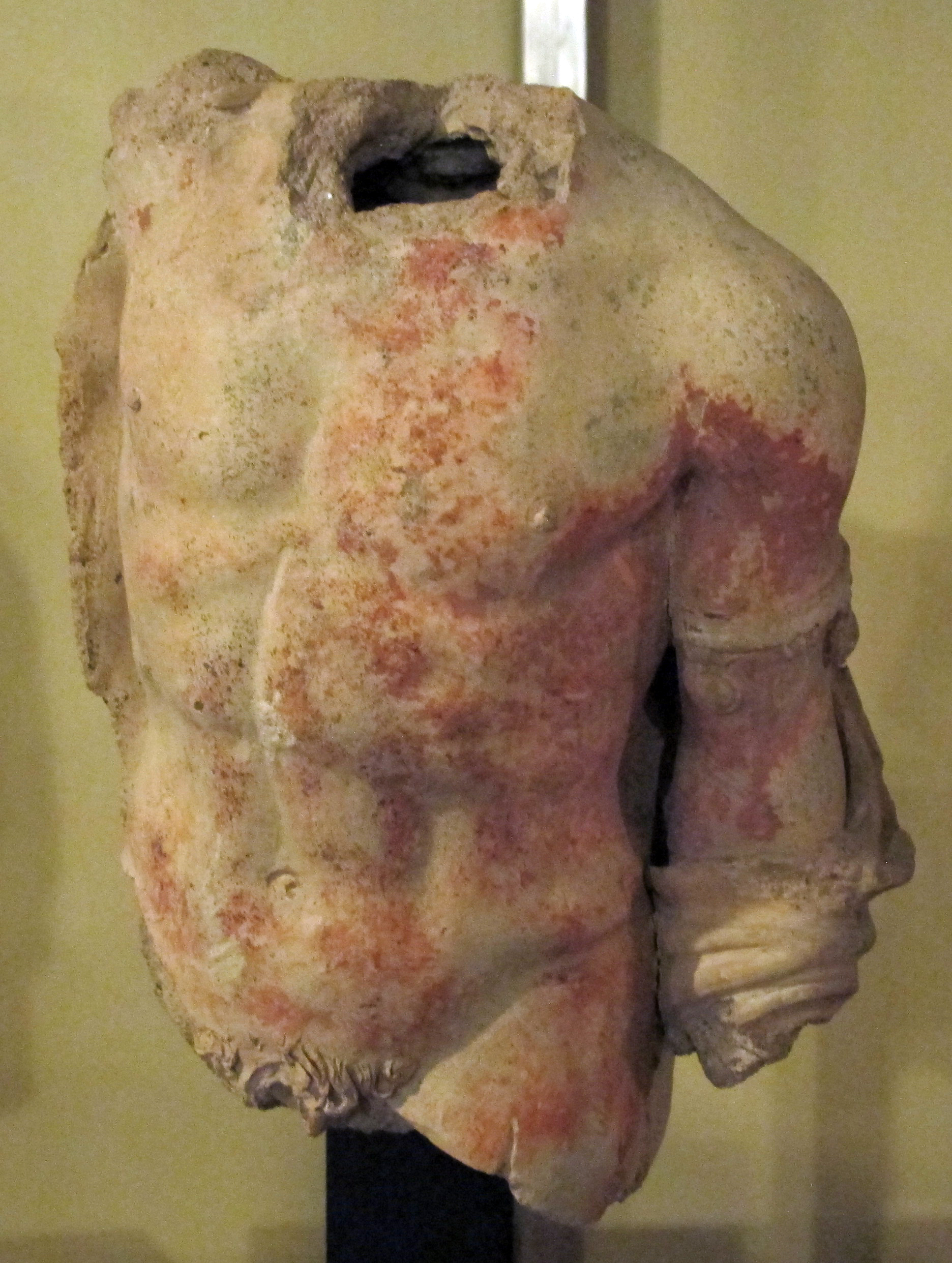
Figura do frontão do Templo do Belvedere, Orvieto, século V a.C.
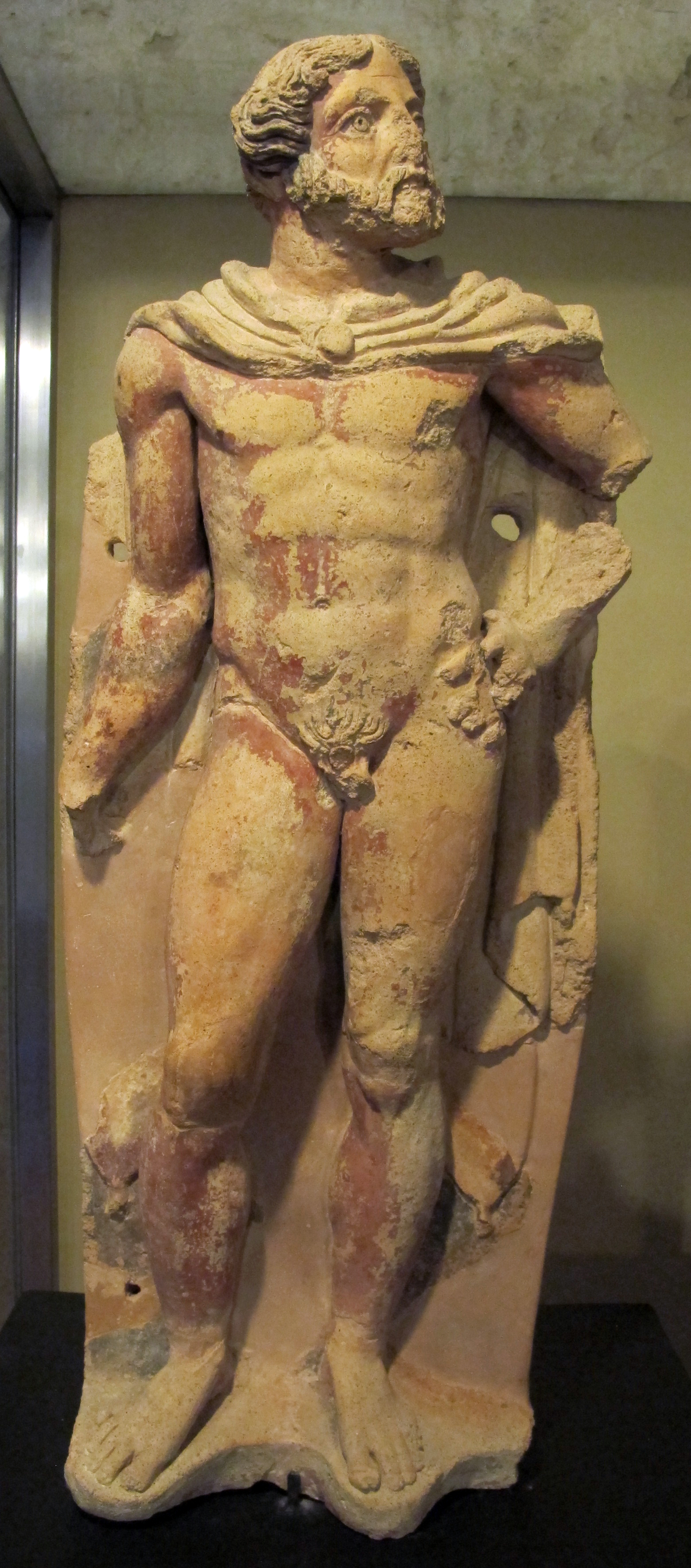
Figura do frontão do Templo do Belvedere, Orvieto, século V a.C.
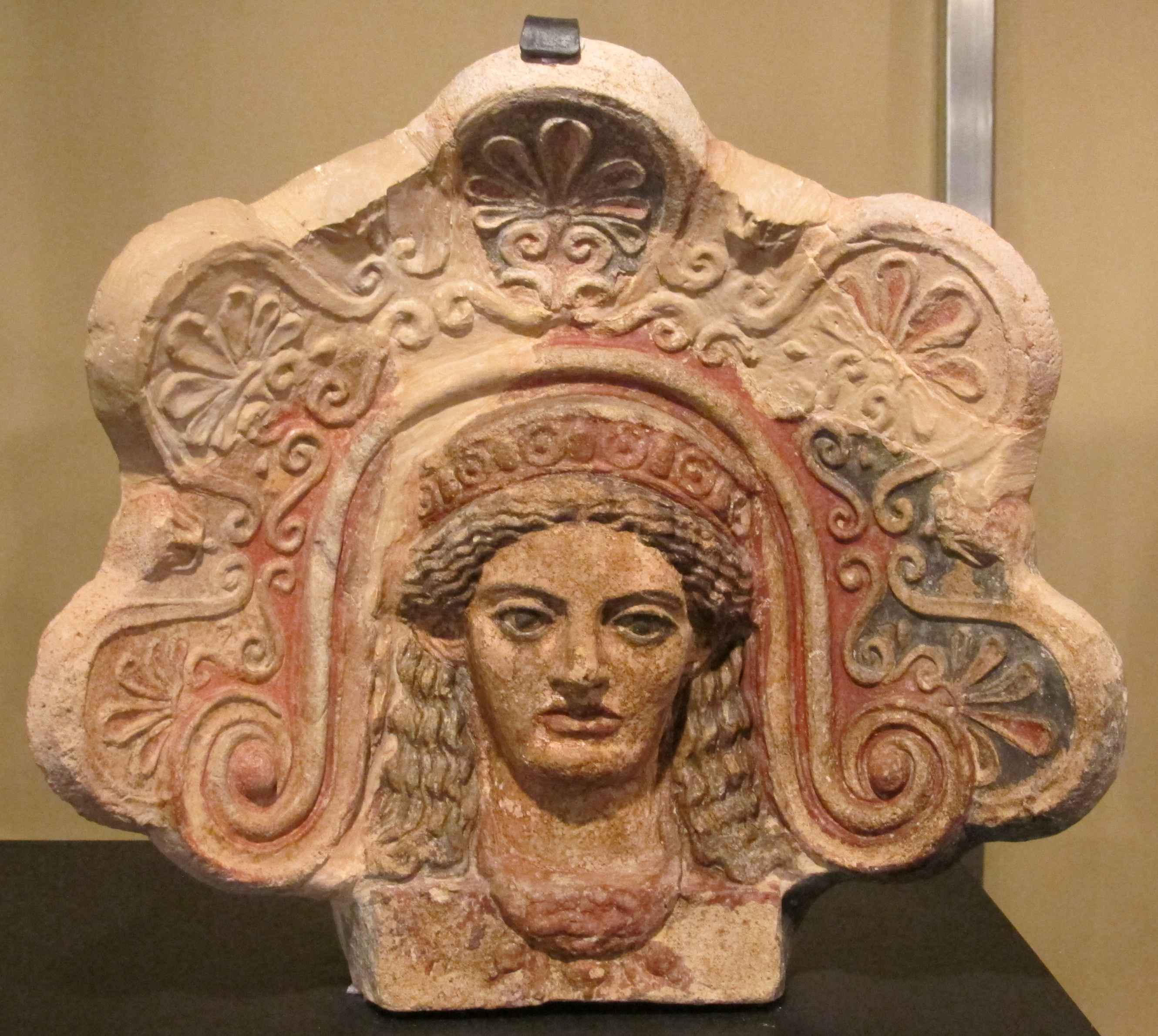
Antefixo do Templo do Belvedere, Orvieto, século V a.C.
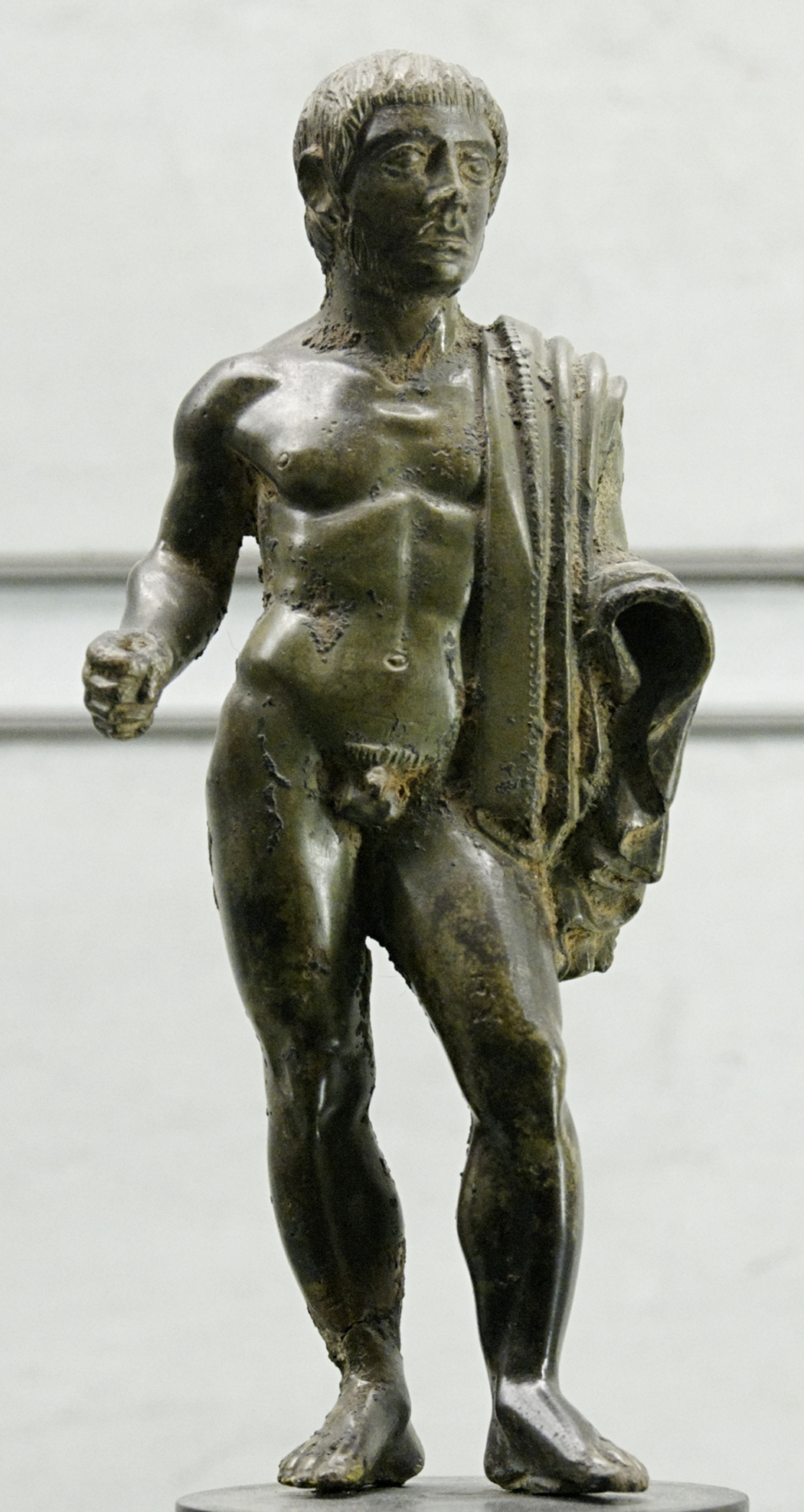
Estatueta em bronze, século IV a.C.

### Helenístico
A fase Helenística é uma das mais difíceis de descrever. Nessa época o império etrusco estava em declínio, ameaçado por seus vizinhos, principalmente os romanos, que iam conquistando uma a uma as cidades etruscas. Nesse choque as duas culturas começaram um processo de amálgama. Mudavam suas estruturas sociais, agora enfatizando o governo militar e formando uma nova aristocracia com a assimilação de plebeus enriquecidos. Na religião os costumes fúnebres se simplificaram, já não se encontram tumbas decoradas com o luxo das fases anteriores, nem com tantos objetos acessórios, sugerindo que o interesse da sociedade estava se voltando mais para a vida presente do que para a vida além-túmulo, tanto mais porque começavam a predominar visões pessimistas a respeito do futuro de seu povo e também sobre o além. Em compensação se retomou o contato com a Grécia, que já trabalhava sob o ecletismo helenístico.

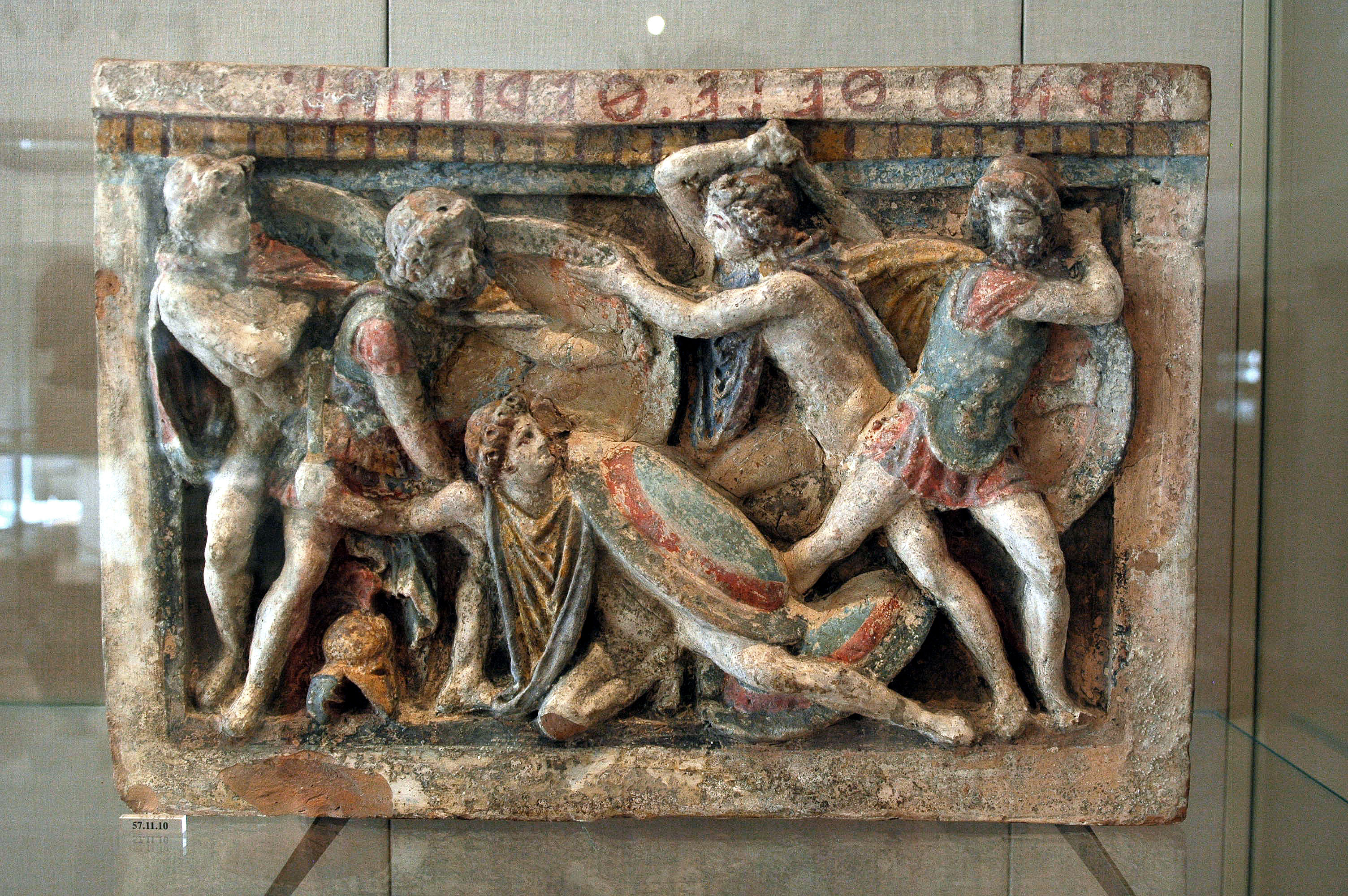
Urna com a policromia em parte preservada

Os sarcófagos e urnas ainda continuavam sendo peças muito decoradas, mas os traços dos mortos se tornam mais uma vez esquemáticos e genéricos. Ainda que o repertório formal tenha permanecido variado, por volta do século II a.C. os tipos estavam estabelecidos, não aparecem novos, e o crescimento da demanda levou à sua fabricação preferencialmente em série, a partir de um mesmo molde (quando em terracota) ou de um mesmo modelo (quando em pedra), com um acentuado declínio nas peças fortemente individualizadas. O mesmo aconteceu com peças avulsas como as cabeças votivas e estatuetas, com sua qualidade também tendendo à queda, possivelmente causada pela produção intensiva a partir de moldes de segunda ou terceira geração e pela renúncia ao trabalho manual posterior à moldagem, que em fases anteriores acrescentava e refinava detalhes, dava mais individualidade às peças e corrigia defeitos técnicos. As urnas eram produzidas principalmente em Chiusi, Volterra e Perugia, enquanto os sarcófagos provinham de Viterbo e Tarquinia. As tumbas mais importantes nessa fase estão na região de Tarquinia, Tuscania, Perugia e Sovana.
O gênero dos grupos arquiteturais tende a se tornar mais povoado de figuras, em arranjos que alternavam seções de grande movimento e violência com outras de atmosferas mais pacíficas, e empregando recursos estilísticos ecléticos, de várias fontes, incluindo a recuperação de arcaísmos. Exemplos importantes dessa fase são os grupos do Frontão de Talamon. É célebre também o Arringatore (orador), uma estátua independente em bronze. No século I a.C. a qualidade dos artefatos em geral se tornou muito pobre e toda produção original etrusca havia sucumbido à influência romana, e sua tradição de escultura chegou a um fim.

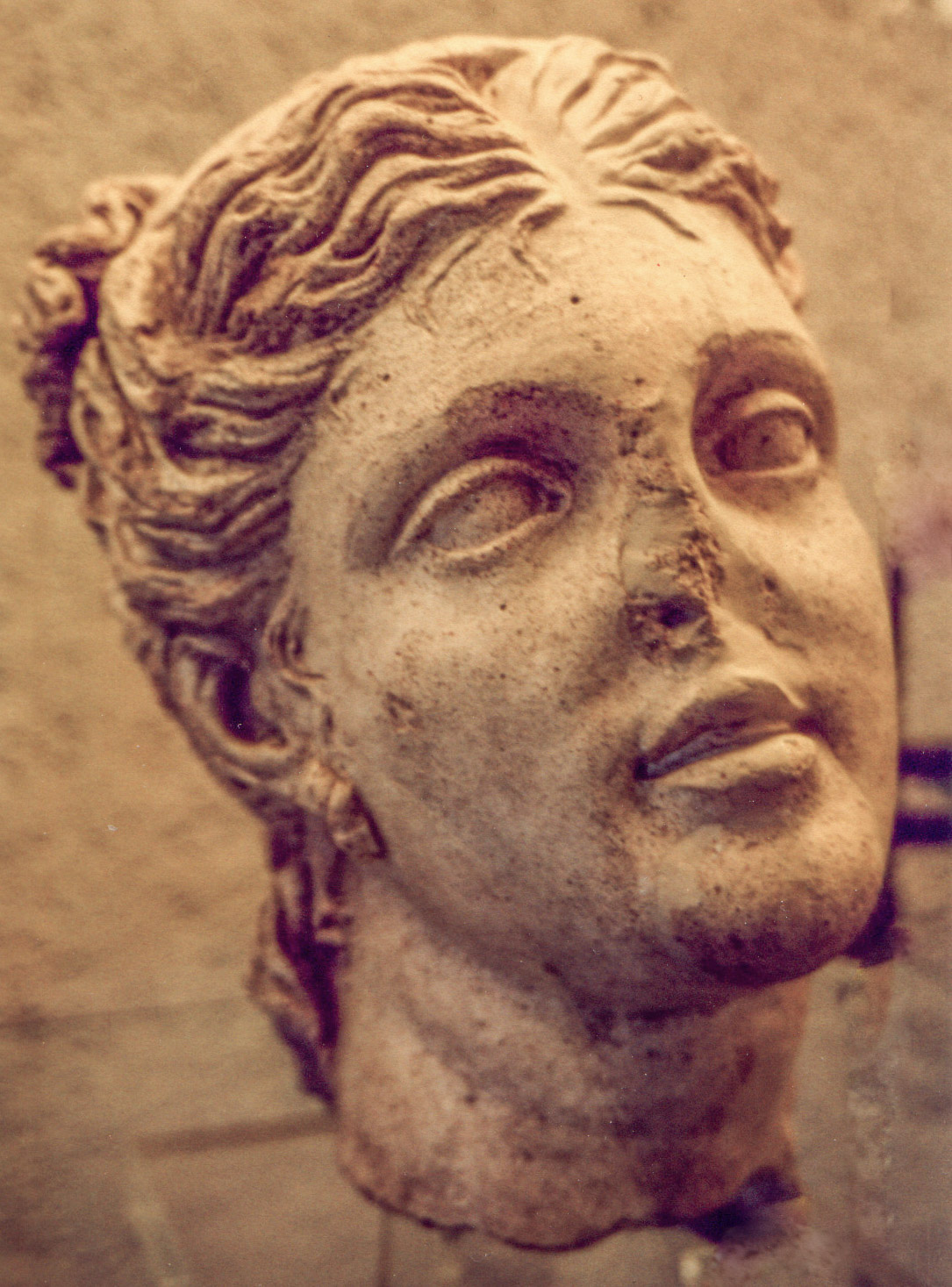
Cabeça feminina, terracota, Vulcos
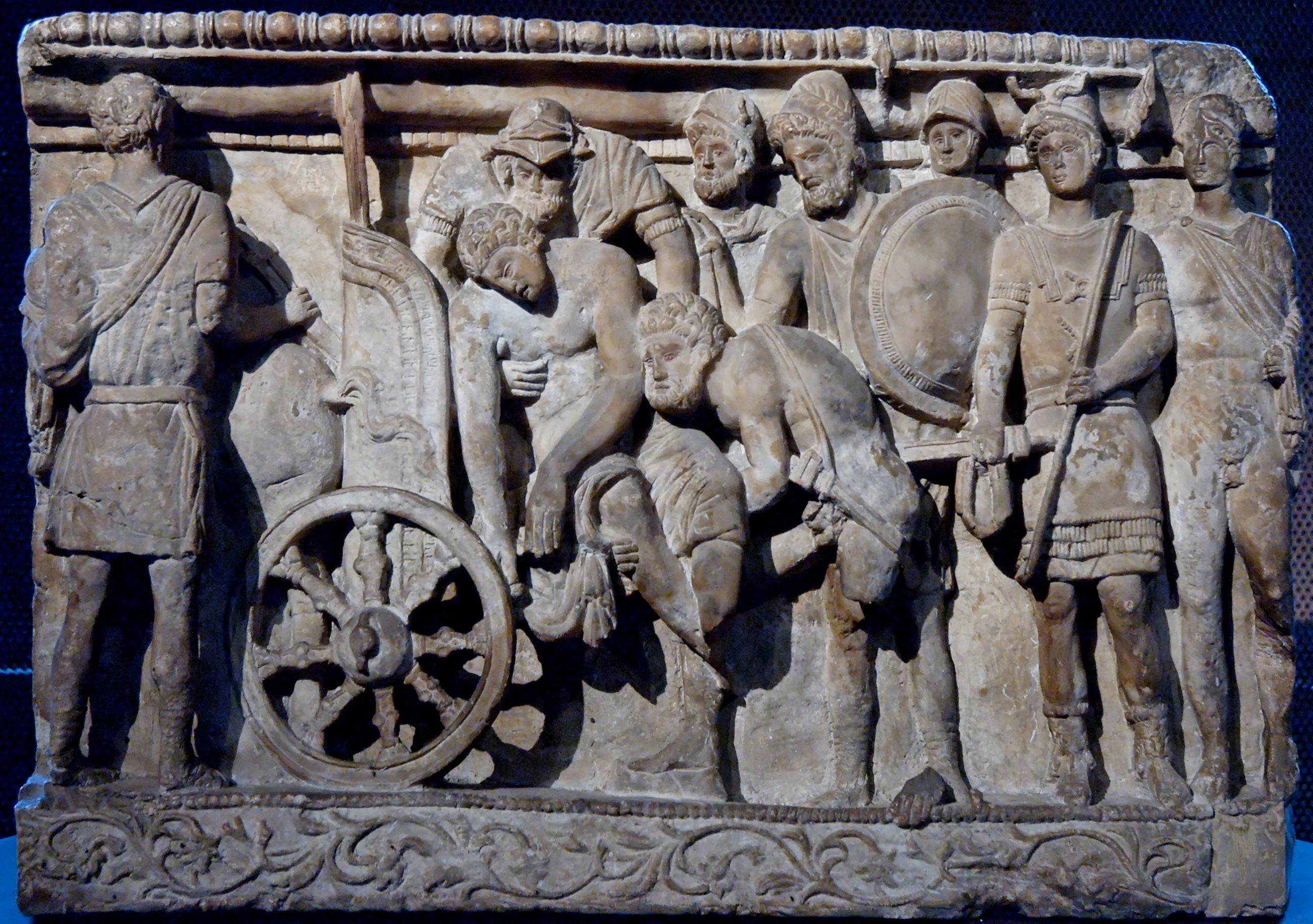
Menelau e Meriones erguendo o corpo de Pátroclo enquanto Odisseu observa, alabastro, Volterra
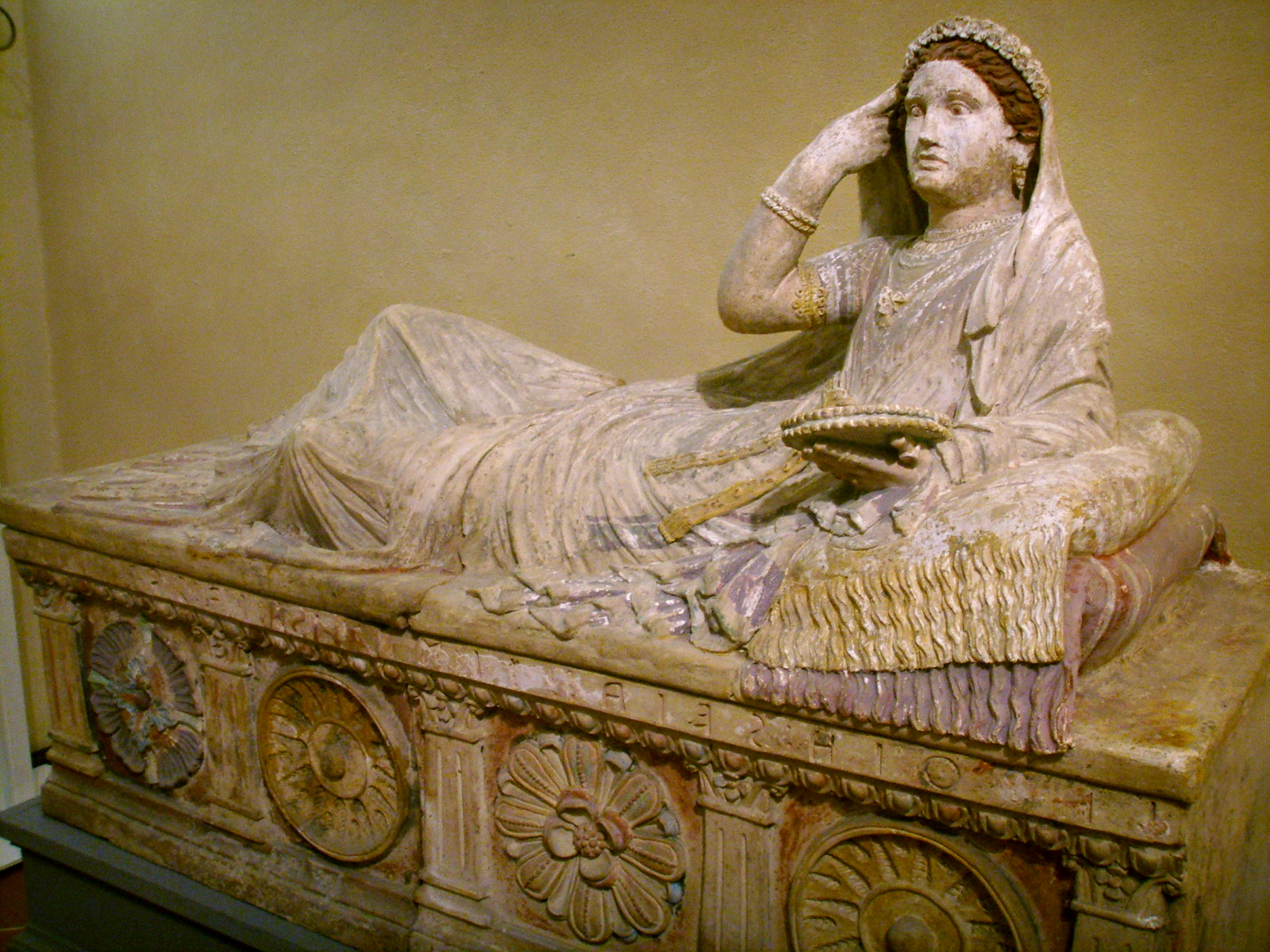
Sarcófago de Larthia Seianthi, terracota com remanescentes da policromia, Chiusi
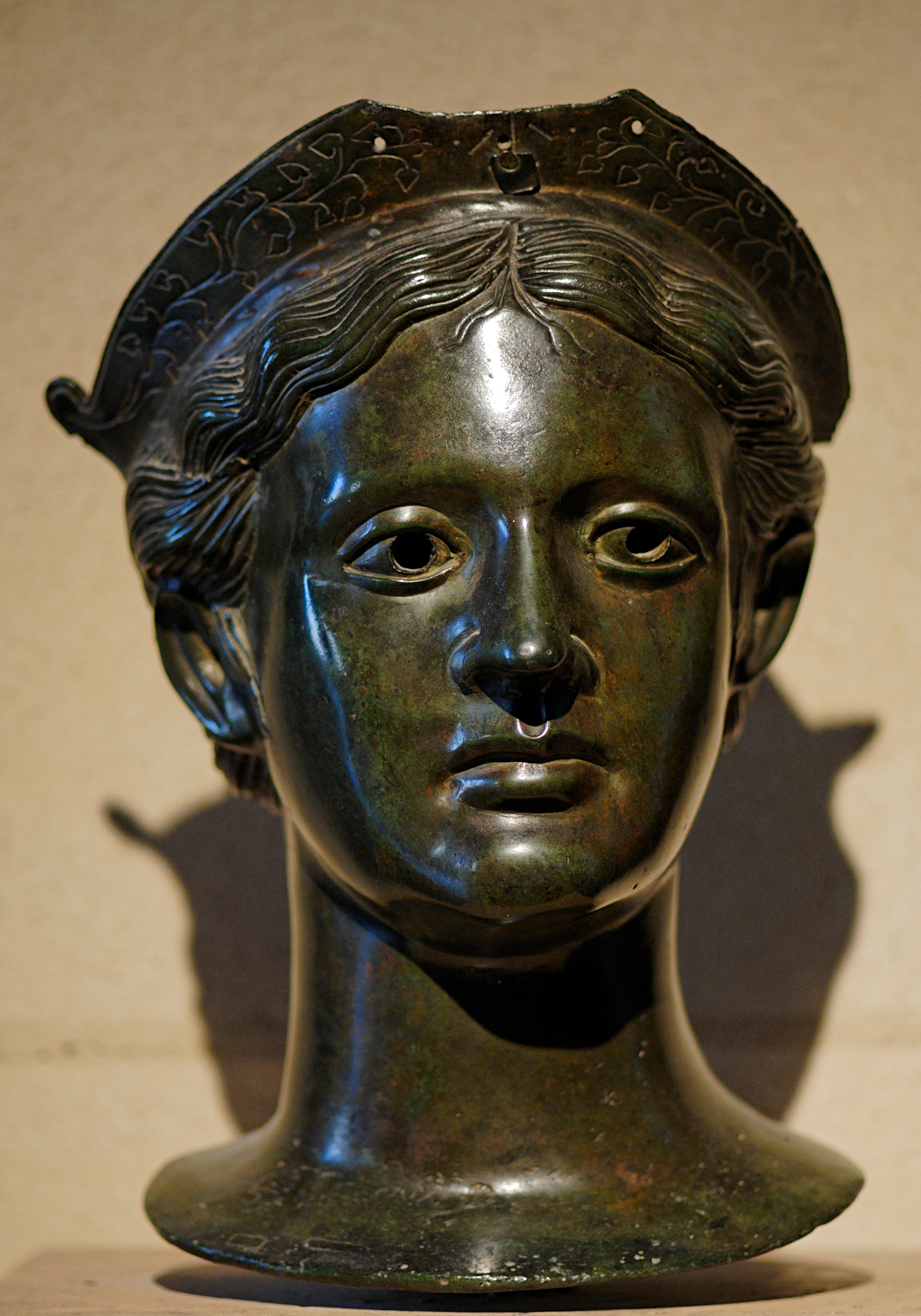
Cabeça de divindade, bronze

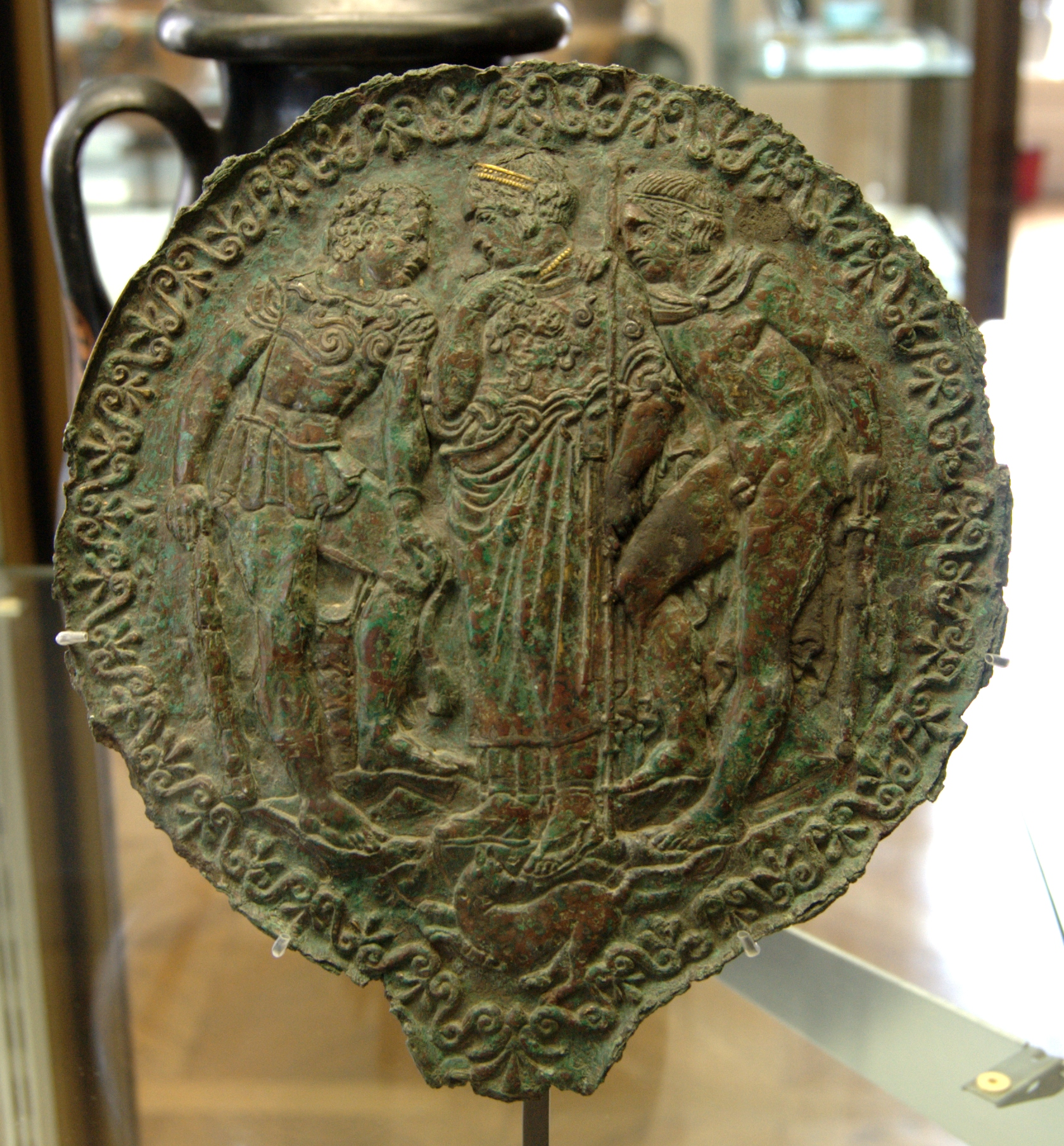
Minerva entre Hércules e Iolau, verso de espelho, bronze com incrustações de ouro e prata
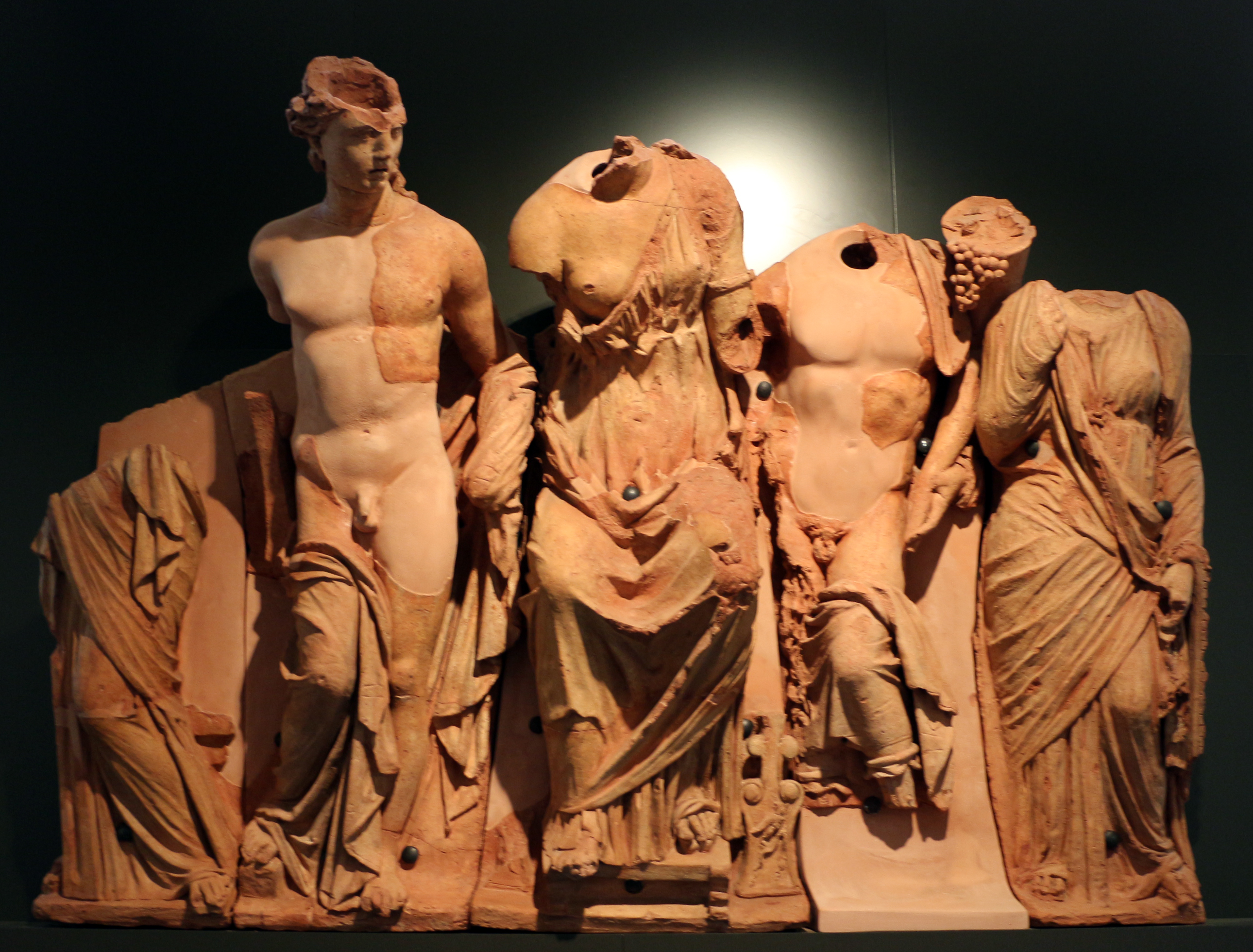
Parte do frontão de Luni, terracota
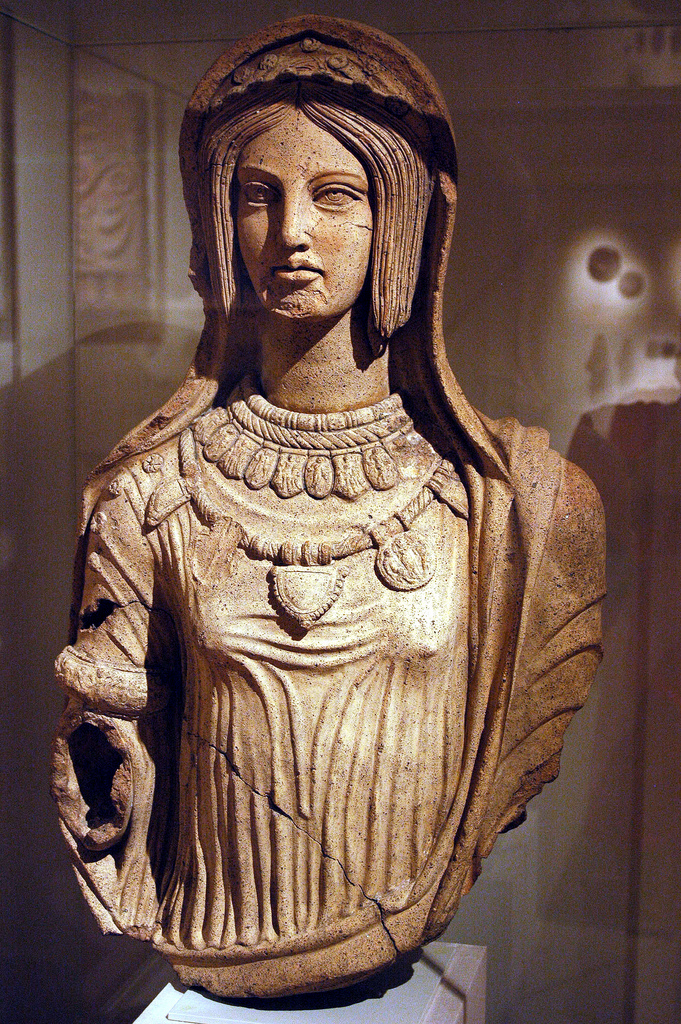
Figura feminina, terracota
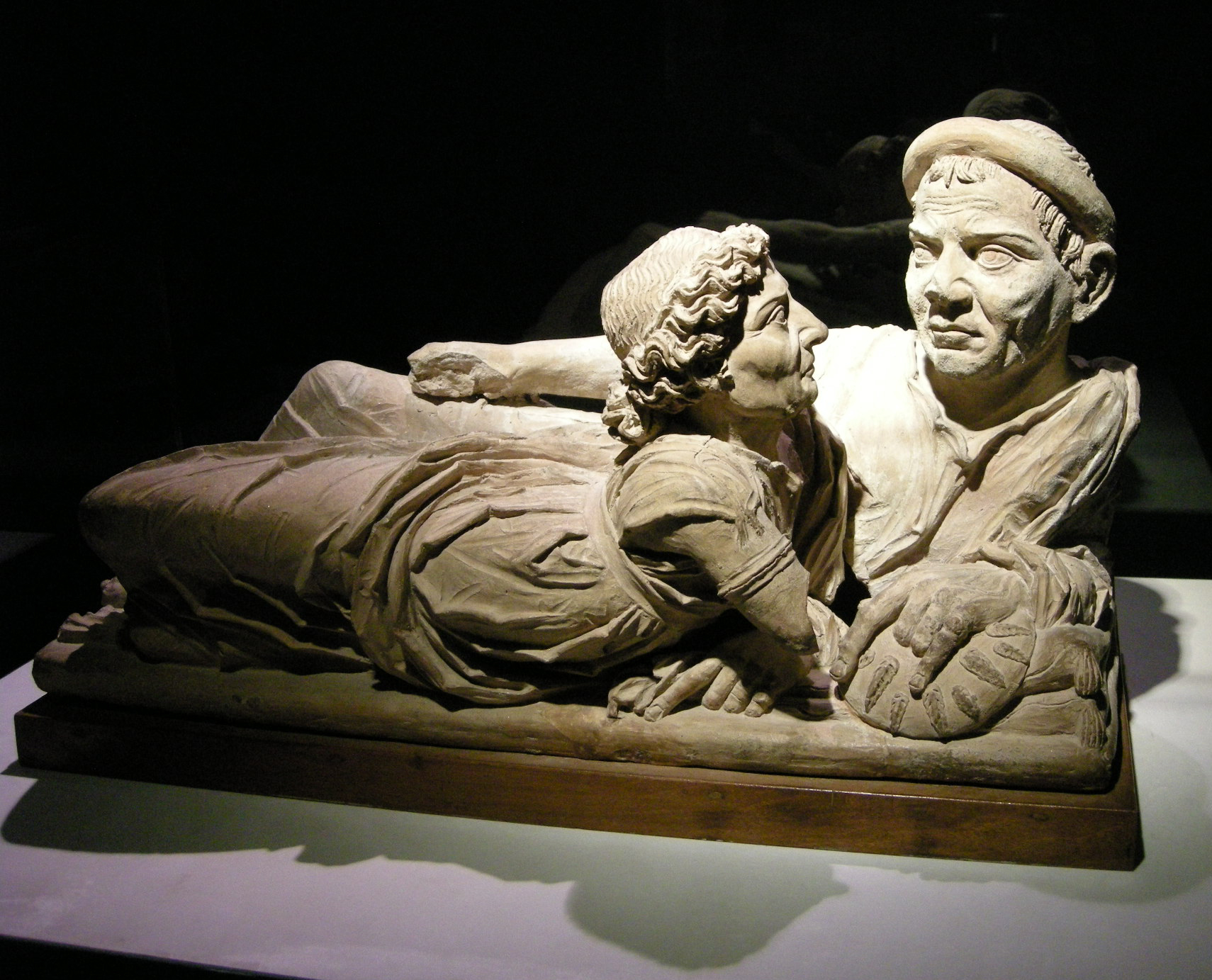
Tampa de urna cinerária, terracota, Volterra

## Materiais e técnicas
A pedra nunca foi muito empregada na escultura etrusca. Existem relativamente poucos exemplos escultóricos usando calcários macios, alabastro e tufo vulcânico, e o mármore é ainda mais raro. Suas dimensões são modestas e sua técnica é bastante primitiva, os detalhes são amiúde toscamente trabalhados, mas as imperfeições eram dissimuladas com a prática de pintura sobre a superfície. Somente no período Helenista encontram-se mais exemplos de escultura em pedra, especialmente para sarcófagos, mas a técnica não parece ter evoluído significativamente. O marfim, a madeira e o bronze também foram materiais excepcionais para a estatuária de grandes dimensões, mas existe alguma incerteza a esse respeito, pois pode ser que, assim como aconteceu com a estatuária greco-romana, muitos exemplos importantes tenham se perdido. O bronze foi, porém, um material privilegiado para a confecção de estatuetas e uma grande variedade de outros objetos escultóricos ao longo de toda a sua história, e com ele atingiram elevado grau de perícia técnica e sofisticação formal. Dominavam várias técnicas, como a cera perdida, o martelado, a gravação, o laminado, eram capazes de agregar ao bronze outros metais como ouro, cobre e prata em incrustações, e sua produção tinha grande mercado entre vários povos vizinhos, especialmente os romanos, sendo elogiada por Horácio 
A maciça maioria das relíquias esculturais de grandes dimensões, como estatuária arquitetural e sarcófagos, bem como uma vasta quantidade de peças menores, foi deixada em terracota, cuja facilidade de manejo servia perfeitamente aos propósitos dos escultores e patronos e à grande demanda por obras fúnebres e decorativas. Além disso ela possibilitava a criação de peças em série através de moldes, técnica aprendida dos gregos. Modelava-se à mão um protótipo em argila, dele se tiravam vários moldes, e com estes se podia replicar o protótipo muitas vezes até o molde se desgastar e se tornar imprestável. Retirada a peça do molde, enquanto ainda úmida podiam ser acrescentados detalhes manualmente ou retificar imperfeições de fabricação, dando a cada peça algum traço único. Por sua vez, peças moldadas podiam também servir como protótipo para uma segunda geração de moldes e réplicas, e assim sucessivamente. Se por um lado isso possibilitou a produção massiva de peças semelhantes com baixo custo para atender a uma demanda crescente, à medida que os moldes se afastavam do primeiro protótipo sua qualidade decrescia, o que se revelou fatal para a arte etrusca especialmente em sua fase final, quando o acabamento decaiu excessivamente sem quaisquer acréscimos ou correções pós-moldagem. Entretanto a aparência final das peças deve ter acompanhado variações cronológicas ou regionais no gosto, pois existem casos de estatuária importante com um acabamento surpreendentemente rústico mesmo em fases anteriores, como no caso de um grande edifício em Murlo, cuja platibanda foi decorada com pelo menos treze estátuas em tamanho natural mas em uma técnica muito rudimentar. Outros exemplos, contudo, são de grande refinamento, e neste grupo um dos mais importantes testemunhos é o conjunto figurativo do frontão de um templo de Portonaccio em Veios, com uma cena mitológica, e outro conjunto excepcional é o já citado Frontão de Talamon. Mais generalizado, contudo, era o uso de simples placas e frisos em baixo-relevo com cenas diversas e detalhes menores como antefixos, acrotérios e medalhões com motivos humanos, animais, vegetais e abstratos.

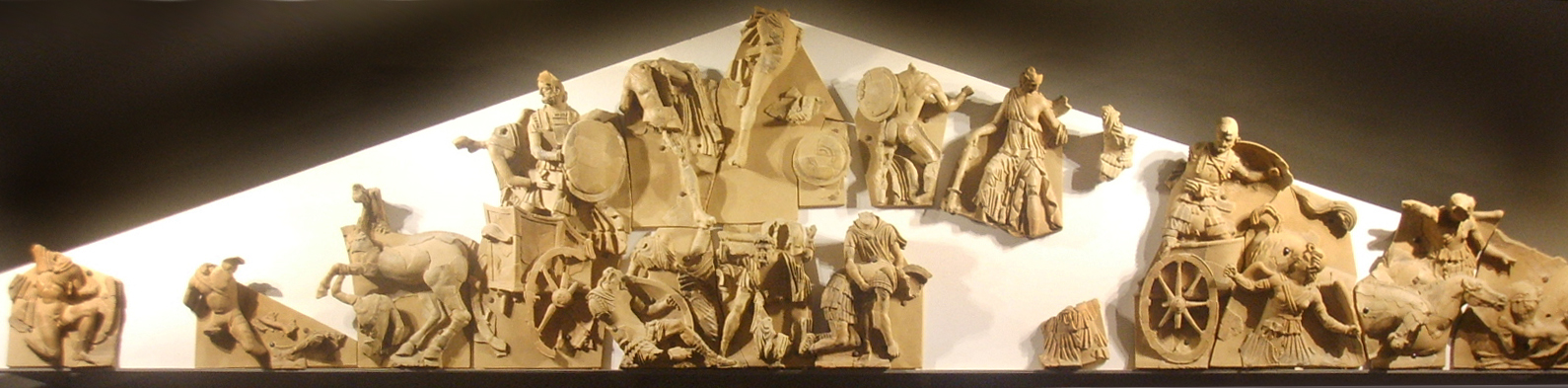
Frontão de Talamon, terracota

## Repercussões posteriores e a evolução da etruscologia
Como foi dito acima, os etruscos tiveram uma participação de grande importância na fundação do estado romano, refletindo sua cultura sobre a deles em uma variedade de maneiras, desde as técnicas edificatórias, formação étnica, formas de governo e estratificação social até a cultura popular, às vezes mantendo esses elementos intactos, às vezes alterando-lhes radicalmente os usos e simbologias associadas. Logicamente sua arte também deu bases sobre as quais a arte romana se desenvolveu, uma influência que perdurou até o período Helenista e possivelmente além. Diversos escritores romanos, como Plínio, Cícero, Virgílio, Estrabão e Varro, deixaram crônicas sobre os etruscos, o que se justifica facilmente, pois segundo a tradição alguns dos reis de Roma foram etruscos, e os romanos nutriam especial interesse sobre sua ancestralidade, sendo muitos patrícios descendentes da nobreza etrusca. O próprio imperador Cláudio, já no século I, escreveu um vasto compêndio em vinte volumes sobre a cultura etrusca, infelizmente perdido.

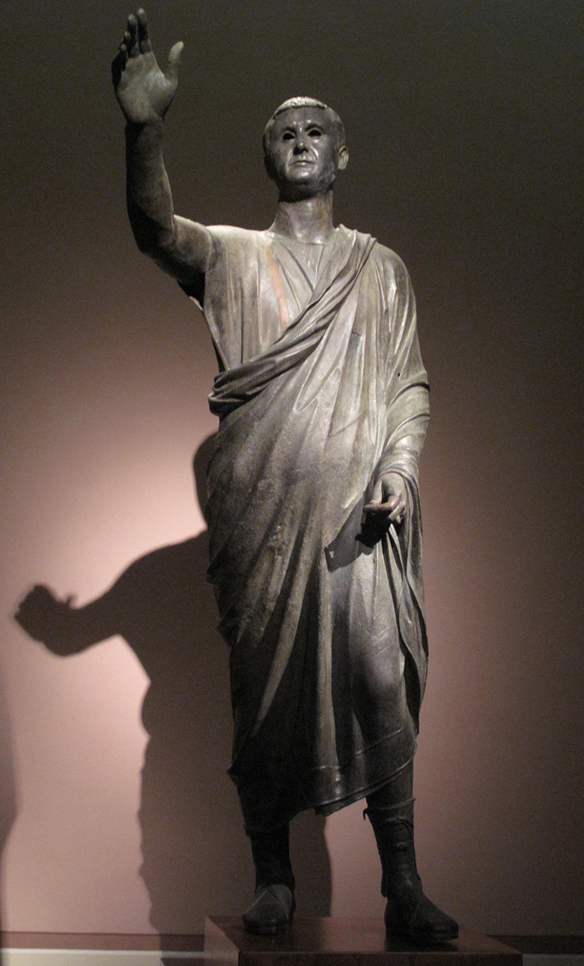
O Arringatore (Orador), c., uma das mais celebradas estátuas etruscas. Museu Arqueológico Nacional de Florença

A tradição etrusca caiu então no olvido, mas no século XV começou a ser resgatada a partir dos trabalhos do monge Ânio da Viterbo, um cabalista e orientalista que publicou um livro onde especulava sobre uma possível origem comum dos idiomas hebreu e etrusco, além de ter realizado diversas escavações em tumbas, desenterrado sarcófagos e tentado decifrar a sua língua. Essa atenção doravante só cresceu, e foi coroada em 1553 com descoberta em Arezo da famosa Quimera, logo levada para Florença, junto com outras peças, onde causou grande sensação entre artistas e conhecedores. Foi exposta no Palácio Público de Florença como uma maravilha da Antiguidade, e as outras estatuetas encontradas com ela passaram para a coleção privada de Cosimo I de' Medici. Numa fase em que Roma havia suplantado Florença em prestígio político e cultural, a descoberta se revestiu também de um caráter nacionalista, tornando-se símbolo de uma ancestralidade prestigiosa e uma identidade especificamente toscana.
No início do século XVII o erudito escocês Sir Thomas Dempster deu uma contribuição significativa ao conhecimento sobre os etruscos no livro em sete volumes intitulado De Etruria Regali, uma compilação de fontes antigas que foi acompanhada de noventa e três gravuras mostrando seus monumentos. Seu trabalho, contudo, permaneceu inédito até 1723, quando Filippo Buonarroti o publicou junto com comentários próprios, obra que é considerada o marco fundador da etruscologia moderna. Três anos mais tarde foi criada a Accademia Etrusca em Cortona, que em pouco tempo agregou cerca de 140 dos mais importantes antiquários da Europa e publicou diversos volumes de estudos especializados. Em 1743 Antonio Gori trouxe à luz seu Museum Etruscum, com centenas de ilustrações, e em 1761 Giambattista Piranesi, celebrizado por suas gravuras de construções antigas, publicou um volume sobre arquitetura e engenharia romanas onde avançou várias teorias sobre a participação etrusca na arte romana que depois se provaram corretas.
Essas obras pioneiras, contudo, naturalmente continham muitos erros, imprecisões e falsas atribuições, mas contribuíram para uma primeira delimitação mais científica do campo de estudos e também para a gestação do Neoclassicismo, cujo intenso interesse antiquarial desencadeou uma febre colecionista entre as elites políticas e intelectuais europeias. Com Winckelmann, um dos teóricos neoclássicos mais influentes, os estudos atingiram um patamar mais elevado, embora seu sucesso tenha sido também limitado pela imaturidade da ciência arqueológica. Ele escreveu detidamente sobre a arte etrusca, incluindo a escultura, definindo uma distinção mais clara entre seu estilo e o grego, reconhecendo também suas variações internas, louvando a habilidade de seus artistas e considerando-a a expressão de uma nobre tradição. No século XIX Hegel, ainda que estivesse mais preocupado com os aspectos idealistas da arte antiga, não deixou de apreciar o estilo etrusco, dizendo que ele mostrava um interessante equilíbrio entre idealismo e naturalismo, e o considerava um representante muito bom do espírito prático dos romanos, enquanto que peças de escultura etrusca vistas pelo romântico Ruskin em Florença foram para ele uma revelação, auxiliando-o a compreender a história da arte ocidental. Nietzsche, porém, os desprezava. Impregnadas de um romantismo fantástico foram as analogias estabelecidas por Frobenius entre a arte etrusca e a dos povos pré-colombianos, que tiveram alguma voga naquela época e estavam ligadas a teorias sobre a Atlântida.

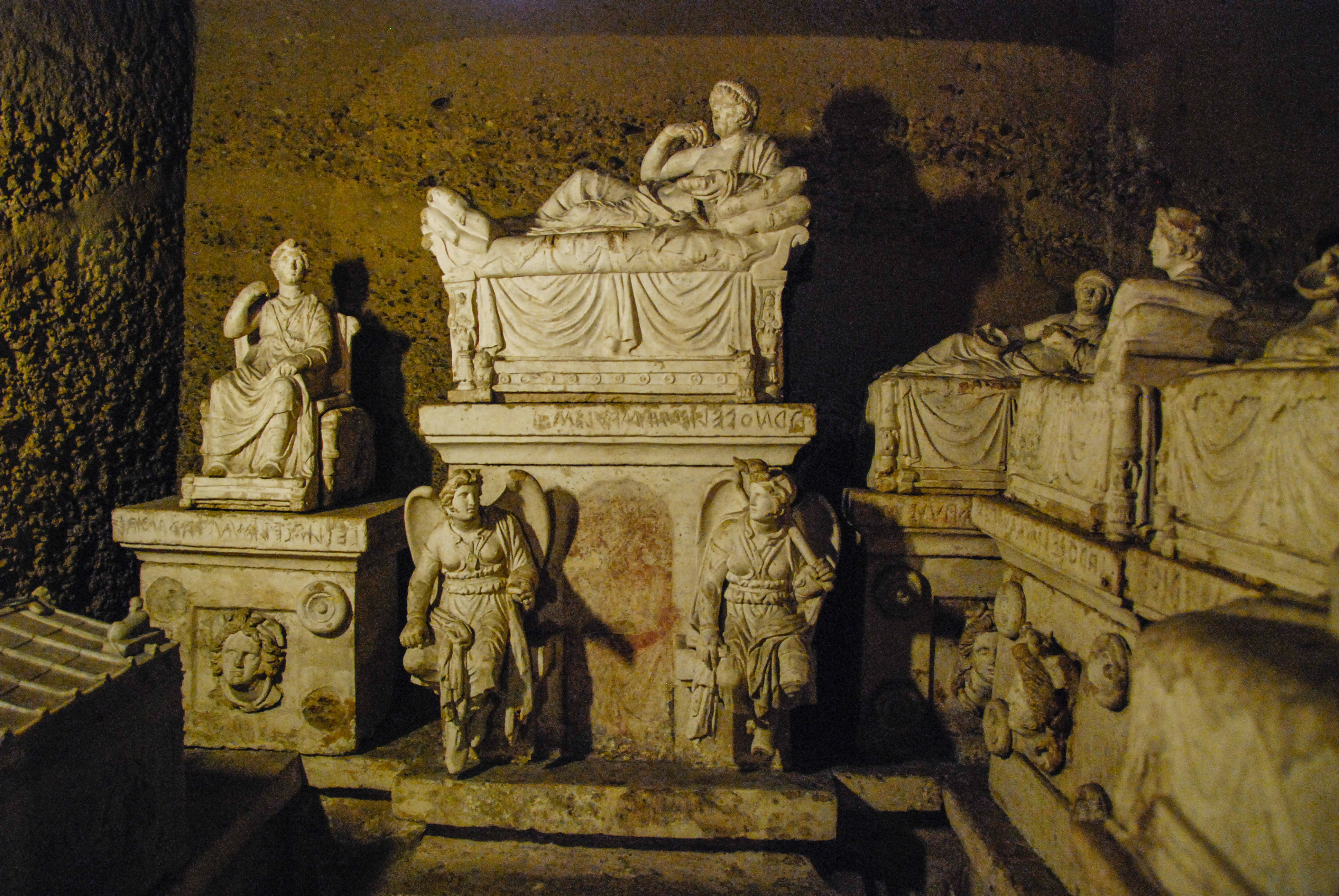
Hipogeu dos Volumni, Perugia. Helenista

Ainda no século XIX a escultura etrusca ganhou um importante fórum de debates quando foi criado em 1829 o Istituto di Correspondenza Archaeologica, para promover a cooperação internacional no estudo da arqueologia italiana, publicando muitos artigos e realizando escavações em várias necrópoles, mas a crescente divulgação de achados significativos ocasionou a destruição de inúmeros sítios arqueológicos por caçadores de relíquias, desastre denunciado pelo cônsul britânico na Itália George Dennis em seu livro The Cities and Cemeteries of Etruria, de 1848, que se tornou imediatamente um best-seller e cuja terceira edição (1883) ainda hoje se mantém como uma boa introdução ao assunto. Outra publicação importante foi o Antica Etruria Marittima (1846-51) de Luigi Canina, introduzindo uma metodologia topográfica revolucionária, mas talvez mais decisiva contribuição tenha sido a de Riegl, que embora não se concentrando especialmente na arte etrusca, estabeleceu definitivamente a validade de expressões artísticas não-clássicas, numa época em que o legado grego era tido como modelar. Nesse ínterim, certos setores empenhados no processo de unificação italiana passaram a tomar os etruscos como a mais legítima origem do povo italiano, tingindo a discussão cultural com cores político-patrióticas tendenciosas.

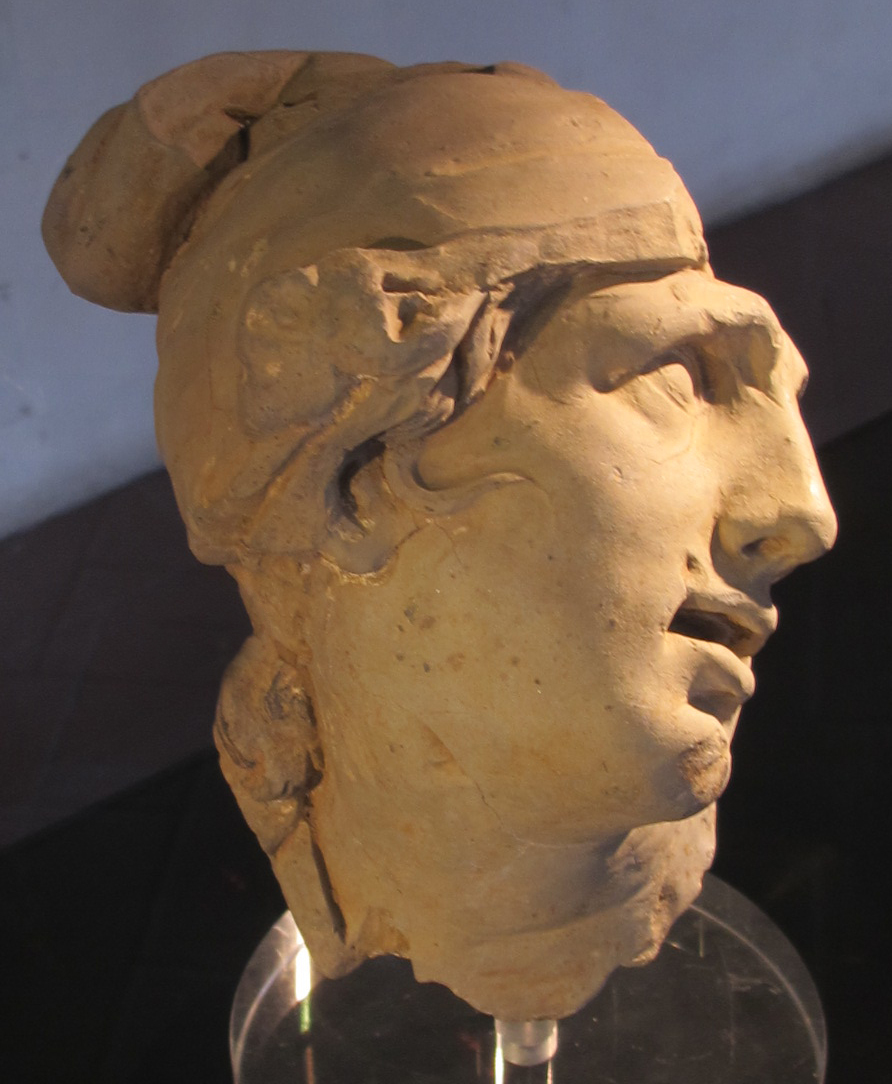
Cabeça de Amazona, do Templo de Via della Catona, século II a.C.

No início do século XX a escultura etrusca pode ter sido uma influência sobre a obra classicizante de Pablo Picasso em gravura, e na mesma época Christian Zervos, que estava trabalhando em um catálogo do artista, solicitou um estudo sobre arte etrusca ao arqueólogo Hans Mühlestein, o que resultou no artigo Histoire et esprit contemporain, onde recomendava aos artistas modernos o estudo daquela antiga arte como antídoto para uma ideia então prevalente de que o mundo era regido por uma força puramente mecânica. Outro importante escultor, Marino Marini, declarou que sua descoberta da arte etrusca fora "um evento extraordinário", e seu entusiasmo foi apenas uma parte de uma onda revivalista de importância central para a evolução da arte modernista italiana durante o Fascismo, fortalecendo ao mesmo tempo o mito fascista da supremacia do povo italiano e das tradições latinas. Em vários ensaios intelectuais italianos nesse momento reafirmavam as qualidades do estilo etrusco e elogiavam os artistas por o estarem revalorizando antes dos arqueólogos. De várias maneiras a cultura etrusca foi objeto de um renovado fascínio na Europa do início do século XX, incluindo entre seus admiradores Aldous Huxley e D. H. Lawrence. Esse prestígio, paralelamente, favoreceu o aparecimento de crescente número de obras falsificadas no mercado. Casos que repercutiram amplamente foram as obras criadas pela família de Pio Riccardi e por Alceo Dossena, tão bem-feitas que foram adquiridas por museus importantes e permaneceram em exposição pública como autênticas por longos anos até as fraudes serem descobertas.
Diversas instituições na Europa e Estados Unidos têm dedicado nas últimas décadas verbas substanciais para projetos de pesquisa teórica, escavações e a formação de coleções de artefatos e arte etrusca, contribuindo para um melhor entendimento de um tema que ainda em boa medida é velado por incógnitas. São especialmente importantes as coleções do Museu Nacional de Villa Giulia, do Museu do Louvre, do Museu Arqueológico de Florença, do Museu Metropolitano de Nova Iorque e do Museu Guarnacci, entre outros. Entretanto boa parte das coleções principais foi estabelecida entre o século XIX e início do século XX, quando muitos sítios foram escavados por aventureiros sem critério para suprir o mercado negro de antiguidades, e mesmo quando explorados por peritos os procedimentos arqueológicos não haviam sido padronizados e estavam apenas começando a se adequar à metodologia da ciência moderna. Com isso houve perda irrecuperável de informações a respeito de estratigrafia, procedência, contextualização e outros aspectos vitais para o estudo contemporâneo, um estudo que é desde o início prejudicado pela ausência de documentos textuais etruscos, impossibilitando sabermos o que eles pensavam, em suas próprias palavras, sobre sua arte.
Os etruscos têm sido recentemente fonte de inspiração para vários escritores de literatura ficcional ou pseudo-histórica, que exploram a aura de mistério que ainda paira sobre eles na cultura popular e, se por um lado com isso constroem narrativas que vendem bem e atraem a atenção de um grande público para a cultura etrusca, por outro, como pensa Ross, contribuem para a perpetuação de estereótipos e prestam um desserviço ao real conhecimento. Mas também tem sido sugerido por pesquisadores sérios que a herança etrusca continua viva na Itália central, seja nas superstições e símbolos religiosos populares, em práticas agrárias, em certas formas de celebração pública e nos esquemas edilícios e decorativos de habitações no interior, particularmente em técnicas de entalhe em relevo.